# Liste des opérations lors de la Seconde Guerre mondiale
Cette liste des opérations lors de la Seconde Guerre mondiale recense les opérations militaires, coups de main, assauts (raids), attaques militaires, soudaines ou préparées, des belligérants (classement par ordre alphabétique). 

L’URSS mène également nombre de coups de main, qui sont oubliés et donc marginalement mentionnés par cette liste.

## Objectifs des opérations
Côté Alliés, en dehors des opérations combinées d’envergure, beaucoup de ces opérations étaient des piqûres de moustique qui agaçaient suffisamment l’adversaire et alimentaient assez la BBC en bulletins de victoire. 
C’était là les deux buts principaux des opérations commandos : inspirer la confiance dans le camp britannique et l’inquiétude chez l’adversaire.
Côté Axe, en dehors des opérations combinées d’envergure, beaucoup de ces opérations étaient des opérations d’évacuation et anti-résistants.

## Opérations

### A
- Haut – A
- B
- C
- D
- E
- F
- G
- H
- I
- J
- K
- L
- M
- N
- O
- P
- Q
- R
- S
- T
- U
- V
- W
- X
- Y
- Z

| Nom (Traduction)                                                                                                | Cf       | Front | Description succincte | Pays | T | A | M | Date de début Date de fin           |
| Directive no 40                                                                                                 |          | EUR   | Directive de Hitler décidant la construction du mur de l'Atlantique. | Reich allemand | X |   |   | 1943                                |
| Opération 25 |          | EUR   | Invasion de la Yougoslavie. | Reich allemand Royaume de Hongrie Italie | X |   |   | 6 avril 1941 17 avril 1941          |
| Opération A-Go                                                                                                  |          | PAC   | Plan japonais consistant à détruire la flotte américaine pendant le débarquement sur Saipan dans les Îles Mariannes pendant la bataille de la mer des Philippines. | Japon |   | X | X | 1944                                |
| Opération Abercrombie                                                                                           |          | EUR   | Raid britannique sur Hardelot-Plage. | Royaume-Uni Canada | X |   |   | 18 avril 1942 19 avril 1942         |
| Opération Aberlour                                                                                              | Δ        | EUR   | Projet d'attaque alliée sur Galmanche dans le cadre de l'opération Overlord lors de l'opération Epsom. | Royaume-Uni | X |   |   | juin 1944                           |
| Opération Abstention                                                                                            |          | MED   | Invasion de l'île italienne de Kastellórizo par les Britanniques. | Royaume-Uni | X |   |   | 25 février 1941 28 février 1941     |
| Opération Accolade                                                                                              | Δ        | MED   | Projet d'attaque et d'occupation britannique de Rhodes et des îles du Dodécanèse. | Royaume-Uni Union d'Afrique du Sud | X |   | X | 1943                                |
| Opération Accumulator (en) (Accumulateur)                                                                       | Δ        | EUR   | Opération navale de diversion près des Îles Anglo-Normandes avant le début de l'opération Overlord dans le cadre de l'opération Neptune. | Royaume-Uni |   |   | X | 1944                                |
| Opération Achse (Axe)                                                                                           |          | EUR   | Réponse à la défection italienne. Le plan final de l'opération Achse représentait la combinaison du plan Schwartz et du plan original d’Achse. Opération également connue sous le nom d'opération Alaric. | Reich allemand | X |   |   | 1943                                |
| Opération Acid Drop                                                                                             |          | EUR   | Deux raids britanniques simultanés sur Hardelot-Plage et Merlimont. | Royaume-Uni | X |   | X | 30 août 1941 31 août 1941           |
| Opération Acrobat                                                                                               |          | AFN   | Avance britannique de Cyrénaïque en Tripolitaine. | Royaume-Uni | X |   | X |                                     |
| Opération Adler (1940) (Opération Aigle) Adlertag (Jour de l'Aigle) Opération Adlerangriff (Attaque de l'Aigle) |          | EUR   | Offensive aérienne de l'Axe (principalement Luftwaffe) visant à détruire le potentiel de la Royal Air Force (RAF) britannique, en prévision de l'invasion du Royaume-Uni. Elle inaugure la bataille d'Angleterre. | Reich allemand Italie |   | X |   | 13 août 1940                        |
| Opération Adler (1942) (''Aigle'')                                                                              |          | EUR   | Opération anti-partisans en Biélorussie. | Reich allemand |   | X |   | 20 juillet 1942                     |
| Opération Adler (1943) (''Aigle'')                                                                              |          | EUR   | Opération anti-partisans en Dalmatie. | Reich allemand État indépendant de Croatie |   | X |   | novembre 1943                       |
| Opération Aerial                                                                                                | Δ        | EUR   | Évacuation de France, à partir des ports de l'Atlantique situés entre Cherbourg et la frontière espagnole, des forces alliées (britanniques, polonaises, canadiennes, françaises, tchécoslovaques et belges). | Royaume-Uni Canada France Pologne Armée polonaise de l'Ouest Tchécoslovaquie |   |   | X | 15 juin 1940 25 juin 1940           |
| Opération Aflame                                                                                                |          | EUR   | Raid britannique sur Berck. | Royaume-Uni | X |   |   | 4 octobre 1942 16 octobre 1942      |
| Opération Agreement                                                                                             | Δ (en) Δ | AFN   | Raids terrestres et amphibie, des SAS britanniques, des Forces de défense soudanaises, de troupes rhodésiennes et néo zélandaises et du Long Range Desert Group sur plusieurs cibles en Afrique du Nord dont Tobrouk, Benghazi, l’oasis de Jalo et Barce. | Royaume-Uni Rhodésie du Sud Nouvelle-Zélande | X |   |   | août 1942 septembre 1942            |
| Opération Aida                                                                                                  |          | AFN   | Avance de l'Afrika Korps en Égypte. | Reich allemand Italie | X |   |   | 1942                                |
| Opération Aileron                                                                                               |          | EUR   | Agents envoyés en mission à Sienne en Italie. | Royaume-Uni | X |   |   | 1944                                |
| Opération Aintree                                                                                               |          | EUR   | Occupation de Overloon et Venraij aux Pays-Bas par la 3e division d'infanterie britannique. | Royaume-Uni | X |   |   | 1944                                |
| Opération Taśma (Ceinture)                                                                                      |          | EST   | Action de l’Armia Krajowa contre les garde-frontières allemands. | État clandestin de Pologne | X |   |   | 1943 1944                           |
| Opération Aktion 24                                                                                             |          | EST   | Plan d’utilisation des Mistel et Dornier 24 comme avions suicides pour détruire des ponts stratégiques en particulier sur la Weichsel. Ne fut pas mis en application. | Reich allemand |   | X |   | 1945                                |
| Opération AL |          | PAC   | Invasion japonaise de l'ouest des îles Aléoutiennes. | Japon |   | X | X | 1942                                |
| Opération Alacrity (en)                                                                                         |          | ATL   | Patrouilles navales alliées anti-U-Boot autour des îles Açores. | Royaume-Uni |   |   | X | 8 octobre 1943                      |
| Opération Alaric                                                                                                |          | EUR   | Réponse à la défection italienne. L'opération Alaric était le plan initial de l'opération Achse. | Reich allemand |   |   | X | 1943                                |
| Opération Albany                                                                                                | Δ        | EUR   | Parachutage de la 101e division aéroportée américaine en Normandie. | États-Unis | X | X |   | 5 juin 1944 6 juin 1944             |
| Opération Albumen (Albumine)                                                                                    |          | MED   | Raid de commandos Black Watch, Forces françaises libres et de résistants grecs sur les bases aériennes et aérodromes de Kastelli, Héraklion, Tymbaki et Máleme situés sur l'île de Crète. | Royaume-Uni France libre Grèce | X |   |   | 18 avril 1942 19 avril 1942         |
| Opération Aloes                                                                                                 |          | EUR   | Opération de communication radio dans les 5 départements bretons. | Royaume-Uni | X |   |   | 1944                                |
| Opération Alpenfestung (Forteresse des Alpes)                                                                   |          | CEN   | Plan pour un réduit national nazi dans la région d'Ebensee dans les Alpes autrichiennes. | Reich allemand | X |   |   | 1945                                |
| Opération Alpenveilchen (en) (Violette des Alpes)                                                               |          | BAL   | Projet d'intervention allemande en Albanie destinée à aider les Italiens. | Reich allemand | X |   |   | 1941                                |
| Opération Alpha (en)                                                                                            |          | PAC   | Protection de Kunming capitale du Yunnan en Chine après l'opération japonaise Ichigo. | États-Unis République de Chine | X |   |   | 1944                                |
| Opération Alphabet                                                                                              |          | NOR   | Évacuation des troupes britanniques, françaises et polonaises de Norvège. | Royaume-Uni | X |   | X | 24 mai 1940 8 juin 1940             |
| Opération Alsos (Bosquet)                                                                                       | Δ (en)   | EUR   | Opération d'espionnage dans le cadre du projet Manhattan afin de recueillir les données sur le développement de fission nucléaire allemande. | Royaume-Uni États-Unis | X |   |   | 1940 1945                           |
| Opération Ambassador (Ambassadeur)                                                                              |          | EUR   | Raid d'un commando britannique sur Guernesey. | Royaume-Uni | X |   |   | 14 juillet 1940 15 juillet 1940     |
| Opération Amherst                                                                                               |          | EUR   | Raid aéroporté de 700 SAS français sur Assen, Meppel et Groningue aux Pays-Bas. | Royaume-Uni France libre | X | X |   | 7 avril 1945                        |
| Opération Anakim                                                                                                |          | PAC   | Travaux pour rouvrir la route de Birmanie et reconquérir la Birmanie. | Royaume-Uni États-Unis République de Chine | X |   |   | 1943                                |
| Opération Anger (Colère)                                                                                        | Δ        | EUR   | Reconnaissance maritime en préparation de l'opération Ambassador. | Royaume-Uni |   |   | X | 9 juillet 1940                      |
| Opération Anglo (en)                                                                                            |          | MED   | Raid d'un commando du Special Boat Service et de résistants grecs sur des aérodromes de l'île de Rhodes. | Royaume-Uni Grèce | X |   | X | 31 août 1942 18 septembre 1942      |
| Opération Anklet (Chevillère)                                                                                   |          | NOR   | Raid d'un commando britannique sur les îles Lofoten en Norvège. | Royaume-Uni | X |   |   | 26 décembre 1941                    |
| Opération Anthropoid (Anthropoïde)                                                                              |          | CEN   | Attentat, à Prague, contre Reinhard Heydrich par des patriotes tchèques parachutés par les Britanniques. | Tchécoslovaquie Royaume-Uni | X |   |   | 28 décembre 1941 17 juin 1942       |
| Opération Anti-Atlas                                                                                            |          | AFN   | Opération consistant en l’envoi d’espions en Afrique du Nord mais qui fut un échec. | Reich allemand | X |   |   | 1944                                |
| Opérations anti-partisans en Croatie Opérations anti-partisans en Yougoslavie (sh)                              |          | EUR   | Opérations consistant à éliminer les partizani et partisans tchetniks de l'État indépendant de Croatie. | Reich allemand Waffen-SS SS-Sonderkommando SS-Polizei Royaume d'Italie Royaume de Hongrie Royaume de Bulgarie État indépendant de Croatie Miliciens de la Légion Noire (oustachis) Miliciens musulmans Hadžiefendić (hr)                  | X | X | X | 1941 1945                           |
| Opérations anti-partisans durant la Seconde Guerre mondiale (en)                                                |          | EUR   | Les opérations anti-partisans pendant la Seconde Guerre mondiale étaient des opérations de contre-insurrection contre les différents mouvements de résistance partisane. Au cours de la Seconde Guerre mondiale ces opérations ont été principalement menées par les troupes, avec l'aide de leurs alliés et des gouvernements collaborationnistes des pays occupés. | Reich allemand Waffen-SS SS-Sonderkommando SS-Polizei Royaume d'Italie Royaume de Hongrie Royaume de Bulgarie État indépendant de Croatie Miliciens de la Légion Noire (oustachis) Miliciens musulmans Hadžiefendić (hr) Milice française | X | X | X | 1939 1945                           |
| Opération Anton (Fall Anton)                                                                                    |          | MED   | Invasion de la zone libre de la France par les troupes allemandes et italiennes en représailles à l'opération Torch (initialement opération Attila). | Reich allemand Italie | X |   |   | 11 novembre 1942 12 novembre 1942   |
| Opération Anvil (Enclume)                                                                                       | Δ        | EUR   | Débarquement allié en Provence, renommé plus tard opération Dragoon. | États-Unis Royaume-Uni France libre | X | X | X | 15 août 1944 11 septembre 1944      |
| Opération Aphrodite                                                                                             |          | EUR   | Série de raids américains de B-17 téléguidés contre les bases de V1. | États-Unis |   | X |   | 26 juin 1944 1er janvier 1945       |
| Opération Appearance                                                                                            | Δ        | AFE   | Assaut maritime britannique, pendant la campagne d'Afrique de l'Est, contre les forces italiennes de Somalie. | Royaume-Uni Raj britannique | X |   | X | 16 mars 1941                        |
| Opération Aquatint (en)                                                                                         |          | EUR   | Raid britannique sur Sainte-Honorine-des-Pertes/Saint-Laurent-sur-Mer. | Royaume-Uni | X |   |   | 12 septembre 1943 13 septembre 1943 |
| Opération Archery (Archerie)                                                                                    |          | NOR   | Raid d'un commando britannique sur Vågsøy et Maloy, en Norvège. | Royaume-Uni | X |   |   | 27 décembre 1941                    |
| Opération Archway (Arche)                                                                                       | Δ        | EUR   | Opération de reconnaissance des SAS en support de l’opération Plunder pour traverser le Rhin. | Royaume-Uni | X |   |   | 25 mars 1945 3 mai 1945             |
| Bataille de France Opération Cycle Opération Dynamo                                                             | Δ        | EUR   | Évacuation de France, à partir des ports de l'Atlantique situés entre Cherbourg et la frontière espagnole, des forces alliées (britanniques, polonaises, canadiennes, françaises, tchécoslovaques et belges). | Royaume-Uni Canada France Pologne Armée polonaise de l'Ouest Tchécoslovaquie |   |   | X | 15 juin 1940 25 juin 1940           |
| Opération Arsenal polonais : Akcja pod Arsenałem                                                                |          | EST   | Attaque et libération du chef de troupe Jan Bytnar et de 24 autres prisonniers détenus à la prison Pawiak, siège de la Gestapo de Varsovie. | Armia Krajowa | X |   |   | 26 mars 1943                        |
| Opération Arthur                                                                                                |          | EUR   | Projet allemand d'assistance aux activités de l'IRA. | Reich allemand | X |   |   | 1941                                |
| Opération Aster                                                                                                 |          | EST   | Retraite à partir de l’Estonie. | Reich allemand | X |   |   | 1944                                |
| Opération Astonia                                                                                               |          | EUR   | Assaut sur Le Havre. | Royaume-Uni Canada | X |   |   | 1944                                |
| Opération Astrakhan                                                                                             |          | EUR   | Raid britannique sur Houlgate. | Royaume-Uni | X |   |   | 12 novembre 1941 13 novembre 1941   |
| Opération Atlantic                                                                                              | Δ        | EUR   | Opération en support de l’opération Goodwood. | Canada | X |   |   | 1944                                |
| Opération Atlas                                                                                                 |          | MED   | Parachutage en Palestine d'agents recruteurs nazis. | Reich allemand | X |   |   | octobre 1944                        |
| Opération Attila (1940)                                                                                         | Δ        | EUR   | Plan d'attaque et d'occupation allemande de la zone libre de la France, sans les troupes italiennes. | Reich allemand | X |   |   | 1940                                |
| Opération Attila (1942)                                                                                         | Δ        | EUR   | Variante de l'opération Attila de 1940 qui devient l'opération Anton, avec l’appui des troupes italiennes, consistant en l’invasion de la zone libre de la France en représailles à l'opération Torch. | Reich allemand Italie | X |   |   | 11 novembre 1942 12 novembre 1942   |
| Opération August Storm (Tempête d'août)                                                                         |          | ASI   | Invasion soviétique de la Mandchourie, la Mongolie, le Nord de la Corée, l'île Sakhaline et les Îles Kouriles, territoires occupés par les Japonais. | Union soviétique | X |   |   | 1945                                |
| Opération Avalanche                                                                                             |          | MED   | Débarquement allié près de Salerne, Italie. | États-Unis Royaume-Uni | X | X | X | 3 septembre 1943 16 septembre 1943  |

### B
- Haut – A
- B
- C
- D
- E
- F
- G
- H
- I
- J
- K
- L
- M
- N
- O
- P
- Q
- R
- S
- T
- U
- V
- W
- X
- Y
- Z

| Nom (Traduction)                          | Cf | Front   | Description succincte | Pays | T | A | M | Date de début Date de fin       |
| Opération Backfire                        |    | EUR     | Opération pour capturer des V2. | Royaume-Uni                                                                                                 | X |   |   | 1945                            |
| Opération Bagration                       |    | EST     | Offensive soviétique en Biélorussie. | Union soviétique                                                                                            | X |   |   | 22 juin 1944 19 août 1944       |
| Raid de la baie de La Sude                |    | MED     | Raid italien contre des navires britanniques en Crète. | Italie |   |   | X | 25 mars 1941 26 mars 1941       |
| Opération Bajadere                        |    | ASI     | Opération des forces spéciales allemandes en Inde, avec les indépendantistes indiens de la Légion Indienne de Subhash Chandra Bose. | Reich allemand Légion Indienne                                                                              | X |   |   | 1942                            |
| Opération Balloonet                       | Δ  | EUR     | Mission politique et militaire dans le Trentin-Haut-Adige en Italie. | Royaume-Uni                                                                                                 | X |   |   | 1944 1945                       |
| Opération Balsam                          |    | ASI     | Reconnaissance photographique du sud de la Malaisie, puis bombardements aériens contre les aérodromes japonais de Sumatra. | Royaume-Uni                                                                                                 |   | X |   | 1945                            |
| Opération Banquet                         |    | EUR     | Projet britannique d'utiliser tous les avions disponibles dans un ultime effort pour repousser une invasion allemande, attendue en 1940 ou 1941. | Royaume-Uni                                                                                                 |   | X |   | 1940 1941                       |
| Opération Baobab                          | Δ  | EUR     | Destruction d'un pont ferroviaire en Italie par les commandos SAS britanniques entre Pesaro et Fano en Italie près d’Anzio afin d’aider l'opération Shingle. | Royaume-Uni                                                                                                 | X |   |   | 30 janvier 1944                 |
| Opération Barbarossa (Barberousse)        |    | EST     | Invasion de l'URSS par les forces de l'Axe. | Reich allemand Royaume de Hongrie Roumanie Italie République slovaque Finlande État espagnol                | X | X |   | 22 juin 1941                    |
| Opération Barclay                         |    | MED     | Plan de diversion inclus dans le cadre de l'invasion de la Sicile. | Royaume-Uni France libre Canada États-Unis                                                                  | X | X | X | 9 juillet 1943 17 août 1943     |
| Raid sur Bardia                           |    | AFR     | Raid de 2 000 commandos britanniques sur la ville de Bardia. | Royaume-Uni Australie                                                                                       | X |   | X | 19 avril 1941 20 avril 1941     |
| Opération Barker                          |    | EUR     | Raid SAS de protection de l'avancée de l'armée américaine en France. | Royaume-Uni                                                                                                 | X |   |   | 1944                            |
| Opération Barricade                       |    | EUR     | Raid britannique sur la Pointe de Saire au nord de Saint-Vaast-la-Hougue | Royaume-Uni                                                                                                 | X |   |   | 1942                            |
| Opération Basalt (Basalte)                |    | EUR     | Raid aérien britannique sur Sercq | Royaume-Uni                                                                                                 |   | X |   | 3 octobre 1942 4 octobre 1942   |
| Opération Battleaxe (Hache de guerre)     |    | AFN     | Offensive britannique en Cyrénaïque | Royaume-Uni Raj britannique                                                                                 | X |   |   | 15 juin 1941 17 juin 1941       |
| Opération Bayleaf                         |    | NOR     | Attaque aéronavales des côtes norvégiennes. | Royaume-Uni                                                                                                 |   | X | X | 24 février 1944 1944            |
| Opération Baytown                         |    | MED     | Débarquement allié en Calabre, Italie. | États-Unis Royaume-Uni                                                                                      |   |   |   | 3 septembre 1943                |
| Opération Beethoven                       |    | EUR     | Programme allemand pour le développement du bombardier Mistel. | Reich allemand                                                                                              | X |   |   | 1941 1945                       |
| Opération Begonia (Bégonia)               | Δ  | EUR     | Sauvetage, par des SAS, de prisonniers de guerre en Italie. | Royaume-Uni                                                                                                 | X |   |   | 2 octobre 1943 6 octobre 1943   |
| Opération Begonia (Bégonia)               |    | NOR     | Opération de mouillage de mines aéroporté au sud de l'île de Vorsø (da) et des attaques du trafic maritime près du Statlandet. | Royaume-Uni                                                                                                 |   |   | X | 1944                            |
| Opération Béllicose (en) (belliqueux)     |    | EUR     | Mission de bombardement britannique sur Friedrichshafen et La Spezia. | Royaume-Uni                                                                                                 | X |   |   | 1943                            |
| Opération Beowulf I                       | Δ  | NOR     | Plans d’assaut contre les iles estoniennes de Saaremaa, Hiiumaa et Muhu, ressemblant à l’opération Albion de 1917, en cas de victoire rapide allemande dans les États baltes. | Reich allemand                                                                                              | X |   | X | 1941                            |
| Opération Beowulf II                      | Δ  | NOR     | Les objectifs sont identiques à l’opération Beowulf I, mais avec un point de départ différent et des opérations de diversions. C’est ce plan qui fut mis en œuvre, les forces allemandes ayant été retardées, lors de la traversée du territoire estonien. | Reich allemand                                                                                              | X |   | X | 1941                            |
| Opération Bergen (Montagnes)              | Δ  | EUR     | Attaque contre les maquisards réfugiés sur le plateau du Vercors. | Reich allemand État français                                                                                | X |   |   | 21 juillet 1944                 |
| Opération Berezino                        | Δ  | EST     | Opération de désinformation tendant à faire croire à la Wehrmacht et à l'Abwehr qu'une armée allemande, était située derrière les lignes de l'Armée rouge. Les Allemands monteront à cet effet l'opération Freischütz IV également appelée opération Scherhorn. | Union soviétique                                                                                            | X | X |   | août 1944 avril 1945            |
| Opération Bernhard                        |    | EUR     | Plan allemand contre l’économie britannique prévoyant l’utilisation de fausse monnaie. | Reich allemand                                                                                              | X |   | X | 1942 1945                       |
| opération Berlin                          |    | ATL     | Patrouille des croiseurs cuirassés allemands Scharnhorst et Gneisenau dans l'Atlantique. | Reich allemand                                                                                              |   |   | X | 1941                            |
| Opération Bertram                         | Δ  | AFN     | Phase d'intoxication préalable au début de la seconde bataille d'El Alamein dans le cadre de l’opération Lightfoot. | Royaume-Uni Raj britannique Australie Nouvelle-Zélande Union d'Afrique du Sud Royaume de Grèce France libre | X |   |   | septembre 1942 octobre 1942     |
| Opération Bettina                         | Δ  | EUR     | Nom initial de l'Opération Bergen. | Reich allemand État français                                                                                | X |   |   | 21 juillet 1944                 |
| Opération Big                             | Δ  | EUR     | Capture d'une pile atomique à Haigerloch dans le cadre de l’opération Alsos. | États-Unis                                                                                                  | X |   |   | 1945                            |
| Opération Big Ben                         | Δ  | EUR     | Missions anti V2 de l'escadron 602 avec des Spitfire Mark XVI. | Royaume-Uni                                                                                                 |   | X |   | 1944 1945                       |
| Opération Big Bang                        |    | EUR     | Démolition des défenses construites par les nazis sur Heligoland. | Royaume-Uni                                                                                                 | X |   |   | 1947                            |
| Projet Big Ben                            |    | EUR     | Tentatives de capture de missiles allemands comme la fusée V-2. | Royaume-Uni                                                                                                 |   | X |   | 1945                            |
| Opération Bigamy                          | Δ  | AFN     | Raid SAS sur le port Benghazi, dans le cadre de l’opération Agreement. Également connu sous le nom d’opération Snowdrop. | Royaume-Uni                                                                                                 | X |   |   | 1942                            |
| Opération Birke (Bouleau)                 | Δ  | NOR     | Plan allemand de retrait de la Laponie avant la guerre de Laponie en 1944. | Reich allemand                                                                                              | X |   |   | 1944                            |
| Opération Birkhahn (Coq de bruyère)       |    | NOR     | Retraite allemande de Norvège en 1945. | Reich allemand                                                                                              | X |   |   | 1945                            |
| Opération Bishop                          |    | EUR     | Opération de couverture de l’opération Dracula. | Royaume-Uni                                                                                                 | X |   |   | 1945                            |
| Opération Biting (Morsure)                |    | EUR     | Raid commando sur un radar à Bruneval. | Royaume-Uni                                                                                                 | X |   |   | 27 février 1942 28 février 1942 |
| Opération Blackcock                       | Δ  | EUR     | Réduction du triangle Maas-Roer-Roermond par le 21e Groupe d’armées britannique. | Royaume-Uni Canada                                                                                          | X |   |   | 14 janvier 1945 27 janvier 1945 |
| Opération Blackstone                      |    | AFN     | Assaut américain sur Safi au Maroc. | États-Unis                                                                                                  | X |   |   | 1942                            |
| Opération Blaufuchs 1 (renard bleu 1)     | Δ  | NOR     | Déplacement d’une partie des forces allemandes stationnées en Allemagne vers la Laponie, dans le cadre de l’opération Silberfuchs. | Reich allemand                                                                                              | X |   |   | 1941                            |
| Opération Blaufuchs 2 (renard bleu 2)     | Δ  | NOR     | Déplacement d’une partie des forces allemandes stationnées en Norvège vers la Laponie, dans le cadre de l’opération Silberfuchs. | Reich allemand                                                                                              | X |   |   | 1941                            |
| Opération Blockbuster                     |    | EUR     | Avance de la 1re Armée canadienne d’Hochswald vers le Rhin; également appelée bataille de Reichswald. | Canada | X |   |   | 1945                            |
| Opération Blücher                         | Δ  | EST     | Campagne dans le Caucase. | Reich allemand Roumanie                                                                                     | X |   |   | 2 septembre 1942                |
| Opération Bluecoat                        |    | EUR     | Avance vers la Vire. | Royaume-Uni Canada                                                                                          | X |   |   | 1944                            |
| Opération Boarding Party                  |    | ASI     | Raid contre les navires allemands internés dans le port neutre de Goa. | Royaume-Uni                                                                                                 | X |   | X | 1943                            |
| Opération Boardman                        | Δ  | MED     | Faux débarquement de l'opération Avalanche. | États-Unis                                                                                                  |   |   |   | 1943                            |
| Opération Bodden                          |    | EUR AFN | Collecte de renseignements de Abwehr en Espagne et au Maroc. | Reich allemand                                                                                              | X |   |   | 1937 1943                       |
| Opération Bodenplatte (Fondations)        | Δ  | EUR     | Attaque aérienne allemande sur 27 bases alliées préalablement à l'offensive des Ardennes. | Reich allemand                                                                                              |   | X |   | 1er janvier 1945                |
| Opération Bodyline                        | Δ  | EUR     | Nom initial de l'opération Crossbow. | Royaume-Uni États-Unis                                                                                      |   | X |   |                                 |
| Opération Bodyguard (Garde du corps)      | Δ  | EUR     | Série d’opérations de diversions, de duperies et de feintes visant à protéger le débarquement en Normandie comprenant les opérations Ferdinand, Skye, Fortitude, Glimmer, Taxable. | Royaume-Uni États-Unis Canada                                                                               |   |   |   | 1943 1944                       |
| Opération Bolero                          | Δ  | EUR     | Mise en place des forces américaines et de matériel pour la préparation de l’opération Roundup. | États-Unis Royaume-Uni:                                                                                     | X | X | X | 1943 1944                       |
| Opération Boston                          | Δ  | EUR     | Parachutage en Normandie de la 82e. | États-Unis                                                                                                  | X | X |   | 5 juin 1944 6 juin 1944         |
| Opération Bowery                          | Δ  | AFN     | Livraison de Supermarine Spitfire à Malte. | États-Unis Royaume-Uni:                                                                                     |   |   | X | 1942                            |
| Opération Brake (frein)                   |    |         | Raids SAS d'une série d'opérations nommées d'après les pièces d'aéronefs. | Royaume-Uni                                                                                                 |   |   | X |                                 |
| Opération Brandung (Récif de la barre)    |    | AFN     | Offensive des forces de l’Axe vers El-Alamein | Reich allemand Italie                                                                                       | X |   |   | 1941                            |
| Opération Brandy                          |    | EUR     | Raid britannique sur Florø en Norvège | Royaume-Uni                                                                                                 | X |   | X | 14 février 1943 15 février 1943 |
| Opération Branford                        |    | EUR     | Raid britannique sur l’île de Brecqhou | Royaume-Uni                                                                                                 | X |   |   |                                 |
| Opération Brassard                        |    | EUR     | Conquête de l'île d'Elbe | France libre Royaume-Uni États-Unis                                                                         | X |   | X | 17 juin 1944 19 juin 1944       |
| Opération Braunschweig (Brunswick)        |    | EST     | Nom pris par l'opération Fall Blau le 30 juin 1942, l'offensive allemande de l'été 1942 vers Stalingrad et le Caucase. | Reich allemand                                                                                              | X |   |   | 23 juillet 1942                 |
| Opération Braunschweig (1944) (Brunswick) |    | EUR     | Action en Istrie. | Reich allemand                                                                                              | X |   |   | 1944                            |
| Opération Bravado                         |    | EUR     | Pose de mines marines autour de canal de Kiel pour neutraliser la réaction de la marine allemande dans le cadre d'Overlord. | Royaume-Uni                                                                                                 |   |   | X | 1944                            |
| Opération Brawn                           |    | NOR     | Raid aérien contre le cuirassé allemand Tirpitz, annulé en raison des mauvaises conditions météo. Voir opérations Planet, Tiger Claw et Mascot. | Royaume-Uni                                                                                                 |   | X | X | 14 mai 1944                     |
| Opération Brehmer                         |    | EUR     | Traque des résistants en Dordogne, Corrèze et Haute-Vienne par les forces de repression du général Brehmer. | Reich allemand                                                                                              | X |   |   | 26 mars 1944 19 avril 1944      |
| Opération Bremen                          |    | EUR     | Occupation de Brême. | Royaume-Uni                                                                                                 |   | X | X | 1945                            |
| Opération Brevity (Brièveté)              |    | AFN     | Attaque britannique sur la passe d’Halfaya destinée à couper la retraite d'une partie de l'Afrika Korps en Cyrénaïque | Royaume-Uni                                                                                                 | X |   |   | 15 mai 1941 16 mai 1941         |
| Opération Bristle (Brindille)             |    | EUR     | Raid britannique sur Sainte Cécile Plage | Royaume-Uni                                                                                                 | X |   |   | 1942                            |
| Opération Brushwood                       |    | AFN     | Assaut (débarquement) américain sur Fedala | États-Unis                                                                                                  |   | X | X | 1942                            |
| Opération Büffel (1942) (Buffle)          |    | NOR     | Opération de relève des troupes allemandes de Narvik en Norvège. | Reich allemand                                                                                              |   | X | X | 1942                            |
| Opération Büffel (1943) (Buffle)          |    | EST     | Opérations d'une série de retraites des troupes allemandes dans le saillant de Rzhev afin de raccourcir la ligne de front. | Reich allemand                                                                                              | X |   |   | 1er mars 1943 30 mars 1943      |
| Opération Bulbasket                       | Δ  | EUR     | Opérations contre les axes de communications, en particulier sur la route nationale 10 et la voie ferrée Paris-Bordeaux, afin de retarder le plus possible l'arrivée des renforts allemands venant du sud de la France et en route vers la Normandie. | Royaume-Uni France libre                                                                                    | X |   | X | 6 juin 1944 29 juillet 1942     |
| Operacja Bürkl                            |    | EUR     | Opération de la Résistance polonaise pour tuer Franz Bürkl, officier de la Sicherheitspolizei condamné à mort par la cour martiale polonaise en exil. | Armia Krajowa                                                                                               | X |   |   | 1943                            |
| Operacja Burza (Tempête)                  |    | EUR     | Série de soulèvements menée au cours de la Seconde Guerre mondiale par l’Armée de l'intérieur polonaise (Armia Krajowa en abrégé AK) afin de prendre le contrôle des villes et des zones où les forces allemandes étaient en train de préparer leur défense contre l'Armée rouge, de sorte que les autorités civiles polonaises pourraient prendre le pouvoir avant l’arrivée des Soviétiques. | Armia Krajowa                                                                                               | X |   |   | 1943 1944                       |

### C
- Haut – A
- B
- C
- D
- E
- F
- G
- H
- I
- J
- K
- L
- M
- N
- O
- P
- Q
- R
- S
- T
- U
- V
- W
- X
- Y
- Z

| Nom (Traduction)                                          | Cf | Front       | Description succincte | Pays                                        | T | A | M | Date de début Date de fin         |
| Opération Cadillac                                        |    | EUR         | Parachutages, d'armes et de matériel, en plein jour sur l'Ain, le Vercors, la Haute-Vienne, la Corrèze, le Cantal et le Puy-de-Dôme | Royaume-Uni France libre                    |   | X |   | 14 juillet 1944                   |
| Opération Caesar (César)                                  |    | XOR         | Transfert, depuis l'Allemagne vers le Japon, de plans techniques et de matériaux stratégiques en utilisant le sous-marin U-864 | Reich allemand                              |   | X |   | 5 décembre 1944 9 février 1945    |
| Opération Caïman                                          |    | EUR         | Projet de diversion par un faux débarquement aérien dans le centre de la France | Royaume-Uni États-Unis France libre         |   | X |   |                                   |
| Opération Calendar (Calendrier)                           |    | MED         | Livraison de Spitfires à Malte | Royaume-Uni                                 |   |   | X | 1942                              |
| Opération Candytuft (Iberis)                              |    | EUR         | Raid des SAS britanniques pour détruire les infrastructures ferroviaires entre Pesaro et Fano sur la côte est italienne | Royaume-Uni                                 | X |   |   | 27 octobre 1943                   |
| Opération Canned (1940)                                   |    | AFO         | Bombardement de Banda Alula en Somalie italienne par la marine britannique | Royaume-Uni                                 |   |   | X | 1940                              |
| Opération Canned (1944)                                   |    |             | Opération de recherche et de destruction des pétroliers allemands | Royaume-Uni                                 |   | X | X | 1944                              |
| Opération Canuck                                          |    | EUR         | Opération des SAS près de Turin pour former et organiser un mouvement de résistance italien | Royaume-Uni                                 | X |   |   | 1er janvier 1945 31 janvier 1945  |
| Opération Capital                                         |    | ASI         | Capture du nord de la Birmanie | Royaume-Uni                                 | X |   |   | 1943                              |
| Opération Capri                                           |    | AFN         | Contre-attaque à Médenine en Tunisie | Reich allemand Italie                       | X |   |   | 1942                              |
| Opération Caravan                                         | Δ  | AFN         | Raid SAS sur Barce. Également connu sous le nom de opération Hyacinth | Royaume-Uni                                 | X |   |   | 1942                              |
| Opération Carpetbagger                                    |    | EUR         | Largages d’armes dans divers pays, France et Hollande en particulier, à divers mouvements de résistances nationaux | États-Unis                                  |   | X |   | 1943                              |
| Opération Carthage                                        |    | NOR         | Bombardement par la RAF du quartier général de la Gestapo à Copenhague au Danemark | Royaume-Uni                                 |   | X |   | 1945                              |
| Opération Carthage                                        |    | AFN         | Opération d'intoxication, lancée par Vichy avec l'appui de l'Abwehr, où l'équipe de saboteurs et d'agitateurs envoyée par le régime de Vichy diffusion des fausses informations relatives à des fausses actions de résistance sur les arrières des troupes alliées débarquées à la suite de Torch | Reich allemand État français                |   |   |   | 1943                              |
| Opération Cartoon (Dessin animé)                          |    | EUR         | Raid sur Stord près de Leirvik en Norvège | Royaume-Uni                                 | X |   | X | 23 janvier 1943 24 janvier 1943   |
| Opération Cartoon-Acid drop (Dessin animé-Goutte d'acide) |    | EUR         | Raid britannique sur Merlimont Plage | Royaume-Uni                                 | X |   |   | 30 août 1941 31 août 1941         |
| Opération Cartwheel (Roue de chariot)                     |    | PAC         | Offensives dans la Zone Sud-Ouest du Pacifique, visant à isoler les troupes japonaises de ses principales bases en particulier de Rabaul dans le cadre de la campagne de Nouvelle-Guinée et dans celle des îles Salomon. L’opération Cartwheel était subdivisée en 10 opérations : Chronicle, Toenails, Vella Lavella, Postern, Goodtime, Blissful, Cherry Blossom, Dexterity, Admiralty Islands et Emirau Island | États-Unis Australie Nouvelle-Zélande Fidji | X | X | X | 1943 1944                         |
| Opération Catapult (Catapulte)                            |    | EUR AFN MED | Opération de la Royal Navy visant à désarmer, ou à détruire, la Marine française, après l’armistice de 1940. | Royaume-Uni                                 | X | X | X | 3 juillet 1940 8 juillet 1940     |
| Opération Catchpole (Percepteur)                          |    | PAC         | Invasion américaine de Eniwetok | États-Unis                                  |   | X |   | 1944                              |
| Opération Catechism (Catéchisme)                          | Δ  | NOR         | 3e raid aérien contre le cuirassé allemand Tirpitz par 30 Avro Lancaster de la RAF | Royaume-Uni                                 |   | X |   | 12 novembre 1944                  |
| Opération Catherine                                       |    | NOR         | Plan britannique pour prendre le contrôle de la mer Baltique | Royaume-Uni                                 |   |   | X | 1939                              |
| Opération Cerberus (Cerbère)                              |    | EUR         | Fuites des navires allemands Scharnhorst, Gneisenau et Prinz Eugen de Brest vers les ports allemands. | Reich allemand                              |   |   | X | 11 février 1942 13 février 1942   |
| Opération Chariot                                         |    | EUR         | Raid britannique sur Saint-Nazaire | Royaume-Uni                                 | X |   | X | 27 mars 1942                      |
| Opération Charnwood                                       |    | EUR         | Attaque sur Caen | Royaume-Uni Canada                          | X |   |   | 7 juillet 1944 9 juillet 1944     |
| Opération Chastise (Châtier)                              |    | EUR         | Attaque aérienne des barrages allemands de la Ruhr populairement connue sous le nom de Dambuster | Royaume-Uni                                 |   | X |   | 17 mai 1943                       |
| Opération Chechevitsa (Lentille)                          |    | EST         | Expulsion et déportation des populations tchétchène et ingouche du Caucase du Nord du Kazakhstan et du Kirghizistan | Union soviétique                            | X |   |   | 1944                              |
| Opération Checkmate (Échec et mat)                        |    | NOR         | Raid britannique sur Haugesund en Norvège | Royaume-Uni                                 | X |   | X | 28 avril 1943 15 mai 1943         |
| Opération Chess (Échecs)                                  |    | EUR         | Raid britannique sur Ambleteuse | Royaume-Uni                                 | X |   |   | 1940                              |
| Opération Chesterfield                                    | Δ  |             | Attaque sur la ligne Hitler au sud de Rome. | Royaume-Uni Canada                          | X |   |   | mai 1944                          |
| Opération Chestnut (Chataîgne)                            | Δ  | MED         | Raid SAS britannique sur la Sicile en appui de l’opération Husky. | Royaume-Uni                                 | X |   |   | 12 juillet 1943                   |
| Opération Chettyford                                      | Δ  | MED         | Plan de diversion en support de l'Opération Shingle | États-Unis Royaume-Uni                      |   |   |   | 1944                              |
| Opération Chicago                                         | Δ  | EUR         | Débarquement par planeurs de la 101e | États-Unis                                  | X | X |   | 6 juin 1944                       |
| Opération Chopper (Découpeur)                             |    | EUR         | Raid britannique sur Courseulles sur Mer | Royaume-Uni                                 | X |   |   | 1941                              |
| Opération Chronicle (Chronique)                           | Δ  | PAC         | Débarquement allié sur les îles de Woodlark et de Kiriwina, dans l’archipel des îles Trobriand en Nouvelle-Guinée dans le cadre de l’opération Cartwheel | États-Unis Australie                        | X |   | X | 30/06/1943                        |
| Opération Clawhammer (Marteau de coffreur)                |    | EUR         | Projet de raid commando contre un radar près de Cherbourg | Royaume-Uni                                 | X |   |   | 1942                              |
| Opération Claymore                                        |    | NOR         | Raid britannique sur les îles Lofoten en Norvège | Royaume-Uni                                 | X |   |   | 4 mars 1941                       |
| Opération Cobra                                           | Δ  | EUR         | Percée américaine à l'ouest de Saint-Lô | États-Unis                                  | X |   |   | 25 juillet 1944 30 juillet 1944   |
| Opération Cockade                                         | Δ  | EUR         | Plan de diversion afin de fixer les troupes allemandes en Europe du nord-ouest, en faisant croire à des débarquements en Norvège (Opération Tindall), en Bretagne (Opération Wadham), où dans le Pas-de-Calais (Starkey). | États-Unis Royaume-Uni                      |   | X |   | avril 1943 décembre 1943          |
| Opération Cockpit                                         |    | PAC         | Raid américano-britannique sur Sabang, dans les Indes orientales néerlandaises | États-Unis Royaume-Uni                      |   | X |   | 19 avril 1944                     |
| Opération Cold Comfort                                    |    | EUR         | Raid du SAS contre les voies ferrées du Col du Brenner au nord de Vérone | Royaume-Uni                                 | X |   |   | 17 février 1945                   |
| Opération Collar (Collier)                                |    | MED         | Convoi de 3 navires parti de Grande-Bretagne pour Alexandrie en Égypte via Gibraltar et Malte | Royaume-Uni                                 |   |   | X | 12 novembre 1940 28 novembre 1940 |
| Opération Collar (Collier)                                |    | EUR         | Raid britannique sur Berck | Royaume-Uni                                 | X |   |   | 1940                              |
| Opération Colossus (Colosse)                              |    | EUR         | Raid britannique contre un aqueduc près de Calitri dans le sud de l'Italie | Royaume-Uni                                 | X |   |   | 10 février 1941                   |
| Opération Comet (Comète)                                  | Δ  | EUR         | Projet de franchissement du canal Albert aux Pays-Bas par les troupes britanniques, précurseur de l'opération Market Garden | Royaume-Uni                                 | X | X |   | 2 septembre 1944                  |
| Opération Compass (Compas)                                |    | AFN         | Contre offensive britannique en Afrique du Nord | Royaume-Uni                                 | X |   |   | 8 décembre 1940 9 février 1941    |
| Opération Cooney                                          | Δ  | EUR         | Raid de 18 équipes (58 Français libres) du 4e bataillon SAS Français en Bretagne, contre les voies de communications à partir du 8 juin 1944 | France libre                                | X | X |   | 7 juin 1944 18 juin 1944          |
| Opération Corkscrew                                       | Δ  | MED         | invasion par les forces britanniques de l'île italienne de Pantelleria | Royaume-Uni                                 | X | X | X | 10 juin 1943                      |
| Opération Coronet (Couronne)                              | Δ  | PAC         | Second des deux fronts pour l'invasion du Japon dans le cadre de l'Opération Downfall. Opération planifiée pour 1946, donc non exécutée. | États-Unis Royaume-Uni Canada Australie     | X | X | X | 1946                              |
| Opération Countenance                                     |    | MOR         | invasion militaire de l'État impérial d'Iran par le Royaume-Uni et l'Union soviétique afin de sécuriser les champs pétroliers britanniques et de garantir une route de ravitaillement vers l'URSS. | Royaume-Uni Union soviétique                | X | X |   | 25 août 1941 17 septembre 1941    |
| Opération Coup-de-main                                    | Δ  | EUR         | Prise des ponts sur l'Orne, la Dives et Pegasus Bridge sur le canal de Caen à la mer par la 6e division aéroportée britannique | Royaume-Uni                                 | X | X |   | 5 juin 1944 6 juin 1944           |
| Opération Crackers                                        |    | EUR         | Opération commando sur Sognefjord en Norvège | Royaume-Uni                                 | X |   | X | 24 février 1943 1er mars 1943     |
| Opération Crimson (Cramoisi)                              |    | PAC         | Bombardement aéronaval des installations côtières, portuaires et aérodromes japonais à Sabang, Lhoknga (en) et Kutaraja. | Royaume-Uni Australie Pays-Bas France       |   | X | X | 25 juillet 1944                   |
| Opération Crossbow (Arbalète)                             |    | EUR         | Bombardement aérien des entrepôts, des sites de production et des rampes de V1. | États-Unis Royaume-Uni                      |   | X |   | 15 novembre 1943                  |
| Opération Crusader (Croisé)                               | Δ  | AFN         | Tentative des Britanniques de soulager Tobrouk | Royaume-Uni                                 | X |   |   | 19 novembre 1941 17 décembre 1941 |
| Opération Curlew (Courlis cendré)                         |    | EUR         | Raid britannique sur Saint Laurent sur Mer | Royaume-Uni                                 | X |   |   | 1942                              |
| Opération Cycle                                           | Δ  | EUR         | Évacuation des troupes Britanniques et Françaises de France en utilisant le port du Havre. | Royaume-Uni                                 | X |   | X | 10 juin 1940 13 juin 1940         |

### D
- Haut – A
- B
- C
- D
- E
- F
- G
- H
- I
- J
- K
- L
- M
- N
- O
- P
- Q
- R
- S
- T
- U
- V
- W
- X
- Y
- Z

| Nom (Traduction)                          | Cf | Front | Description succincte | Pays                                   | T | A | M | Date de début Date de fin          |
| Opération Daffodil (Jonquille)            | Δ  | AFN   | Raid SAS sur Tobrouk. | Royaume-Uni                            | X |   |   | 1942                               |
| Opération Deadlight (Lumière morte)       |    | EUR   | Sabordage par les alliés des sous-marins allemands après-guerre                                                                                             | Royaume-Uni États-Unis                 |   |   | X | 8 mai 1945 12 février 1946         |
| Opération Deep Cut                        |    | EUR   | Raid britannique sur Saint-Vaast-la-Hougue | Royaume-Uni                            | X |   | X | septembre 1941                     |
| Opération Defoe                           |    | EUR   | Patrouilles du SAS en Normandie | Royaume-Uni                            | X |   |   | 19 juillet 1944 23 août 1944       |
| Opération Delphin (Dauphin)               |    | EUR   | Opération anti-partisans en Dalmatie | Reich allemand                         | X |   |   | 15 novembre 1943 1er décembre 1943 |
| Opération Démon                           |    | MED   | Evacuation du corps expéditionnaire britannique (Anglais, Australiens et Néo-Zélandais) de Grèce continentale                                               | Royaume-Uni Australie Nouvelle-Zélande | X | X |   | 24 avril 1941 25 avril 1941        |
| Opération Desecrate One                   |    | PAC   | Raid aéronaval américain contre des bases militaires japonaises dans la zone des Palaos.                                                                    | États-Unis                             |   | X | X | 30 mars 1944 31 mars 1944          |
| Opération Detroit                         | Δ  | EUR   | Débarquement par planeurs de la 82e dans le cadre d’Overlord                                                                                                | États-Unis                             | X | X |   | 6 juin 1944                        |
| Opération Devon                           |    | EUR   | Raid britannique sur Termoli | Royaume-Uni                            | X |   | X | 3 octobre 1943                     |
| Opération Dingson                         | Δ  | EUR   | Parachutage de 2 sticks (18 hommes) sur Plumelec puis de 160 parachutistes du 4e régiment de SAS français au nord de Vannes, sur le maquis de Saint-Marcel. | France libre                           | X | X |   | 5 juin 1944 18 juin 1944           |
| Opération Donnerschlag (Coup de tonnerre) |    | EST   | Projet d'évacuation de la VIe armée allemande de Stalingrad                                                                                                 | Reich allemand                         | X |   |   | 1942                               |
| Opération Doppelkopf (Double tête)        |    | EST   | Contre offensive allemande en Courlande afin de rétablir la jonction entre les troupes allemandes d'Estonie et d'Estonie                                    | Reich allemand                         | X |   |   | 16 août 1944 20 août 1944          |
| Opération Double Strike (Double frappe)   |    | EUr   | Bombardements américains en vue de détruire les usines de roulement à billes de Schweinfurt et Messerschmitt de Ratisbonne                                  | Reich allemand                         |   | X |   | 17 août 1943                       |
| Opération Dove (Colombe)                  | Δ  | EUR   | Partie aérienne, avec des planeurs, de l'Opération Dragoon                                                                                                  | États-Unis Royaume-Uni France libre    | X | X |   | 15 août 1944 17 août 1944          |
| Opération Downfall (Chute)                |    | PAC   | Projet d'invasion du Japon | États-Unis                             | X | X | X | 1945 Projet                        |
| Opération Dragoon (Dragon)                | Δ  | EUR   | Débarquement allié en Provence | États-Unis Royaume-Uni France libre    | X | X | X | 15 août 1944 11 septembre 1944     |
| Opération Driftwood (Bois de flottage)    |    | EUR   | Raid des SAS contre les voies ferrées au nord de Rome | Royaume-Uni                            | X |   |   | 1944                               |
| Opération Dryad (Dryade)                  |    | EUR   | Raid britannique sur Les Casquets | Royaume-Uni                            | X |   | X | 1942                               |
| Opération Dunhill                         |    | EUR   | Opérations des SAS en Normandie comme support de l'Opération Cobra                                                                                          | Royaume-Uni                            | X |   |   | 3 août 1944 24 août 1944           |
| Opération Dynamo                          | Δ  | EUR   | Évacuation franco-britannique depuis Dunkerque | Royaume-Uni                            | X | X | X | 25 mai 1940 3 juin 1940            |

### E
- Haut – A
- B
- C
- D
- E
- F
- G
- H
- I
- J
- K
- L
- M
- N
- O
- P
- Q
- R
- S
- T
- U
- V
- W
- X
- Y
- Z

| Nom (Traduction)                        | Cf | Front | Description succincte                                                                                                | Pays | T | A | M | Date de début Date de fin   |
| Opération Eiche (Chêne)                 |    | MED   | Opération destinée à libérer Benito Mussolini par le commando Waffen-SS d'Otto Skorzeny                              | Reich allemand                                                                                           | X |   |   | 12 septembre 1943           |
| Opération Eisenhammer (Marteau d'acier) |    | EST   | Projet de destruction d'usines et centrales électriques Russes de Moscou et Gorki, abandonné en 1945.                | Reich allemand                                                                                           |   |   | X | 1944 1945                   |
| Opération Elmira                        | Δ  | EUR   | Débarquement par planeur de la 82e division aéroportée américaine                                                    | États-Unis                                                                                               | X | X |   | 6 juin 1944                 |
| Opération Epsom                         |    | EUR   | Deuxième assaut britannique à l'ouest de Caen                                                                        | Royaume-Uni                                                                                              | X |   |   | 26 juin 1944 30 juin 1944   |
| Opération Exporter                      |    | EUR   | Invasion du Levant français par les troupes des troupes britanniques, indiennes, australiennes et françaises libres. | Australie Royaume-Uni France libre Raj britannique Forces tchécoslovaques libres Palestine Transjordanie | X |   |   | 8 juin 1941 11 juillet 1941 |

### F
- Haut – A
- B
- C
- D
- E
- F
- G
- H
- I
- J
- K
- L
- M
- N
- O
- P
- Q
- R
- S
- T
- U
- V
- W
- X
- Y
- Z

| Nom (Traduction)                                 | Cf | Front | Description succincte | Pays                                                                  | T | A | M | Date de début Date de fin         |
| Opération Fahrenheit                             |    | EUR   | Raid de commando britannique, contre la pointe de Plouézec. | Royaume-Uni                                                           | X |   | X | 11 novembre 1942 12 novembre 1942 |
| Opération Fall Blau (« Plan bleu »)              |    | EST   | Offensive allemande de l'été 1942 visant Stalingrad et le Caucase, elle sera renommée opération Braunschweig. | Reich allemand                                                        | X | X |   | 28 juin 1942 19 août 1942         |
| Opération Fall Gelb (« Plan jaune »)             |    | EUR   | Offensive allemande contre l'Europe de l'Ouest | Reich allemand                                                        | X | X |   | 10 mai 1940 28 mai 1940           |
| Opération Fall Grün (« Plan vert »)              |    | CEN   | Plan allemand pour l'invasion de la Tchécoslovaquie en 1938 | Reich allemand                                                        | X |   |   | 1938                              |
| Opération Fall Rot (« Plan rouge »)              |    | EUR   | Seconde phase de l'invasion allemande de la France | Reich allemand                                                        | X | X |   | 5 juin 1940 25 juin 1940          |
| Opération Fall Schwarz                           | Δ  | MED   | 5e offensive anti-Partisans en Yougoslavie; Bataille de la Sutjeska. | Reich allemand Italie État indépendant de Croatie Royaume de Bulgarie | X | X |   | 15 mai 1943 16 juin 1943          |
| Opération Fall Weiß (1939) (« Plan blanc »)      |    | EST   | Invasion de la Pologne | Reich allemand                                                        | X |   |   | 1er septembre 1939                |
| Opération Fall Weiß (1943)                       | Δ  | MED   | 4e offensive anti-Partisans en Yougoslavie; Bataille de la Neretva. | Reich allemand Italie État indépendant de Croatie Tchetniks           | X | X |   | 20 janvier 1943 avril 1943        |
| Opération Farrier (en)                           |    | MED   | Raid commando sur l'île croate de Mljet. | Royaume-Uni                                                           |   |   |   | 22 mai 1943                       |
| Opération Felix ou Feliks                        |    | MED   | Projet d'invasion de Gibraltar par les parachutistes allemands | Reich allemand                                                        | X | X |   | 1940                              |
| Opération Feuerzauber (1936) (Magie du feu)      |    | MED   | Aide militaire par la fourniture d'avions, de pilotes, et de troupes de l'Allemagne nazie aux troupes nationalistes durant la guerre d'Espagne | Reich allemand                                                        |   |   |   | 22 juillet 1936                   |
| Opération Feuerzauber (1942) (Magie du feu)      | Δ  | EST   | Projet pour la prise de Léningrad | Reich allemand                                                        |   |   |   | 1942                              |
| Opération FH                                     |    | NOR   | Renforcement de la garnison alliée sur l'île Spitzberg | Royaume-Uni                                                           | X |   | X | juin 1943                         |
| Opération Fischreiher (Héron)                    | Δ  | EST   | Offensive allemande pour la prise de Stalingrad, prévue initialement pour être prolongée jusqu'à Astrakhan. | Reich allemand                                                        | X |   |   | 22 juin 1942                      |
| Opération Flax                                   |    | AFN   | Opération aérienne visant à couper les lignes d'approvisionnement aérien entre l'Italie et les armées des forces de l'Axe à Tunis. | Royaume-Uni États-Unis                                                |   | X |   | 5 avril 1943 27 avril 1943        |
| Opération Flipper                                |    | EUR   | Raid de commando britannique, contre divers objectifs incluant une attaque contre le quartier général d'Erwin Rommel, commandant des forces de l'Axe en Afrique du Nord. | Royaume-Uni                                                           | X |   | X | 10 novembre 1941 18 novembre 1941 |
| Opération Forfar                                 |    | EUR   | Série de raids de commandos sur la côte française faisant partie de l'opération Starkey qui était l'identification des unités côtières allemandes et l'obtention de renseignements techniques sur le matériel allemand, donnant l'impression de reconnaissance avant l'invasion. | Royaume-Uni France libre                                              | X |   | X | juillet 1943 septembre 1943       |
| Opération Fork (Fourche)                         |    | ATL   | Invasion de l'Islande | Royaume-Uni                                                           | X | X | X | 10 mai 1940                       |
| Opération Fortitude (Fortitude)                  | Δ  | EUR   | Opérations de duperie pour induire en erreur les Allemands sur l'emplacement du débarquement dans le cadre de l’opération Bodyguard | Royaume-Uni États-Unis Canada                                         |   |   |   | 1943 1944                         |
| Opération Foxley                                 |    | EUR   | Projet d'assassinat d’Adolf Hitler | Royaume-Uni                                                           |   |   |   | 1944                              |
| Opération Foxrock (en)                           |    | EUR   | Raid commando prévu après le succès du raid sur Saint-Nazaire sur Saint-Valery-en-Caux afin de détruire les portes de quais et autres installations. | Royaume-Uni                                                           |   |   |   | juin 1942                         |
| Opération Frankton (Coque de noix)               |    | EUR   | Raid commando sur le port de Bordeaux | Royaume-Uni                                                           | X |   | X | 7 décembre 1942 12 décembre 1942  |
| Opération Frantic                                |    | EUR   | Bombardements d'objectifs situés en Europe par des avions de l'USAF basés en Grande-Bretagne et dans le Sud de l'Italie. | États-Unis                                                            |   | X |   | juin 1944 septembre 1944          |
| Opération Franz où Opération François (en)       |    | ASI   | Opération visant à provoquer une guérilla en Perse afin de fixer des troupes britanniques et soviétiques dans le pays et bloquer le Corridor perse. | Reich allemand                                                        | X |   |   | 16 octobre 1944                   |
| Opération Freeport                               | Δ  | EUR   | Parachutage en Normandie de la 82e division aéroportée américaine | États-Unis                                                            | X | X |   | 6 juin 1944                       |
| Opération Freischütz I (Franc-Tireur)            | Δ  | EST   | Opération anti-partisans dans la région située au nord de Briansk dans la région de Biélorussie. | Reich allemand                                                        | X |   |   | 21 mai 1943 30 mai 1943           |
| Opération Freischütz II                          |    | MED   | Opération anti-partisans, non réalisée, pour l'occupation de l'île de Vis située au large de la côte dalmate de la Yougoslavie occupée | Reich allemand                                                        | X | X |   | 21 février 1944 31 mars 1944      |
| Opération Freischütz III                         | Δ  | EST   | Tentative allemande, à petite échelle, pour soulager les forces prises au piège autour de Minsk en Biélorussie | Reich allemand                                                        | X | X |   | 29 juin 1944 4 juillet 1944       |
| Opération Freischütz IV                          | Δ  | EST   | Il s'agissait d'un plan allemand, non réalisé, dirigé par Otto Skorzeny, visant à récupérer une armée, située derrière les lignes de l'Armée rouge à environ 100 km à l’est de Minsk. Voir l'opération Scherhorn également appelée opération Berezino.                           | Reich allemand                                                        | X | X |   | 30 septembre 1944 20 avril 1945   |
| Opération Freshman (Débutant)                    | Δ  | NOR   | Première opération aéroportée britannique effectuée en utilisant des planeurs, et dont l'objectif était l'usine chimique Norsk Hydro de Vemork en Norvège, qui produisait l'eau lourde pour l'Allemagne nazie.                                                                   | Royaume-Uni Norvège                                                   | X | X |   | 19 novembre 1942                  |
| Opération Frühling (Printemps)                   |    | EUR   | Attaques contre les maquis de l'Ain et du Jura en avril 1944 | Reich allemand                                                        | X |   |   | 7 avril 1944 18 avril 1944        |
| Opération Frühlingserwachen (Éveil du printemps) |    | EST   | Contre attaque allemande contre les forces soviétiques en Hongrie, dernière offensive allemande d’envergure à l’est. | Reich allemand Royaume de Hongrie                                     | X |   |   | 6 mars 1945 16 mars 1945          |
| Opération Frühlingswind (Vent de printemps)      |    | AFN   | Contre attaque allemande sur Sidi Bouzid et Bir El Hafey en Tunisie | Reich allemand                                                        | X |   |   | 14 février 1943                   |
| Opération Fustian                                | Δ  | MED   | Opération des forces aéroportées britanniques avec pour objectif de s'emparer du pont Primosole sur le fleuve Simeto. | Royaume-Uni                                                           | X | X |   | 13 juillet 1943 16 juillet 1943   |

### G
- Haut – A
- B
- C
- D
- E
- F
- G
- H
- I
- J
- K
- L
- M
- N
- O
- P
- Q
- R
- S
- T
- U
- V
- W
- X
- Y
- Z

| Nom (Traduction)                        | Cf | Front | Description succincte | Pays                       | T | A | M | Date de début Date de fin          |
| Opération Gaff                          |    | EUR   | Tentative d'assassinat ou de capture de Rommel par les SAS, | Royaume-Uni                | X |   |   | 25 juillet 1944 12 août 1944       |
| Opération Galvanic                      |    | PAC   | Prise de Makin, Tarawa, Abemama et des atolls environnants dans les îles Gilbert. | États-Unis                 | X | X | X | 21 novembre 1943 23 novembre 1943  |
| Opération Galveston                     | Δ  | NOR   | Débarquement par planeurs de la 82e division aéroportée américaine | États-Unis                 | X | X |   | 7 juin 1944                        |
| Opération Gambit                        | Δ  | EUR   | Balisages des plages de débarquement Sword et Juno par des sous-marins de poche | Royaume-Uni                |   |   | X | 5 juin 1944 6 juin 1944            |
| Opération Gauntlet (Gantelet)           |    | NOR   | Raid sur le Spitzberg afin de détruire toutes les installations minières, portuaires, télégraphiques et météorologiques et de brûler les réserves de houille accumulées par les Allemands et l'évacuation de la population.                                                            | Canada Royaume-Uni Norvège | X |   | X | 25 août 1941 3 septembre 1941      |
| Opération Gertrude                      |    | EUR   | Plan d'invasion allemand de la Turquie | Reich allemand             | X | X | X | 1942                               |
| Opération Gomorrhe                      |    | EUR   | Bombardements massifs sur Hambourg | Royaume-Uni                |   | X |   | 25 juillet 1943 3 août 1943        |
| Opération Goodwood                      |    | EUR   | Tentative britannique de percée à l'est de Caen en Normandie. | Royaume-Uni                | X |   |   | 18 juillet 1944 20 juillet 1944    |
| Opération Goodwood                      |    | NOR   | Raid aérien contre le cuirassé allemand Tirpitz | Royaume-Uni                |   | X | X | 22 août 1944 29 août 1944          |
| Opération Gouvernor                     | Δ  | NOR   | Attaques aéronavales des côtes norvégiennes en diversion du débarquement en Sicile | Royaume-Uni                |   | X | X | juin 1943 août 1943                |
| Opération Grand Saut                    |    | ASI   | Tentative d'assassinat de Joseph Staline, Winston Churchill et Franklin Delano Roosevelt pendant la Conférence de Téhéran en 1943. | Reich allemand             | X |   |   | 28 novembre 1943 1er décembre 1943 |
| Opération Gratitude                     | Δ  | PAC   | Raid de la Troisième flotte américaine visant des navires de guerre japonais, convois de ravitaillement et avions en mer de Chine méridionale. | États-Unis                 |   |   | X | 10 janvier 1945 20 janvier 1945    |
| Opération Greif (Griffon)               | Δ  | EUR   | Infiltration des forces spéciales allemandes déguisées en soldats alliés au cours de la bataille des Ardennes | Reich allemand             | X |   |   | décembre 1944                      |
| opération Greenup (en)                  |    | EUR   | Infiltration de 3 hommes de l'OSS afin d'obtenir des renseignements et des informations dans la région d'Innsbruck et désorganiser les activités militaires. | États-Unis                 | X |   |   | février 1945 mai 1945              |
| Opération Grenade                       |    | EUR   | Franchissement du Rhin par les troupes américano-canadiennes | États-Unis Canada          | X |   |   | 9 février 1945 23 février 1945     |
| Opération Grouse (1942) (Tétras)        | Δ  | NOR   | Parachutage d'un commando norvégien en préparation de la l'opération Freshman. | Royaume-Uni Norvège        | X | X |   | 19 octobre 1942                    |
| Opération Grouse (1944) (Tétras)        |    | NOR   | Après la bataille de Mortain, plan britannique pour poursuivre, sur Tinchebray, les forces allemandes en retraite. | Royaume-Uni                | X |   |   | 11 août 1944                       |
| Opération Grün (en) (Vert)              | Δ  | EUR   | Projet allemand d'invasion de l'Irlande en 1940 en complément de l'opération Seelöwe | Reich allemand             | X | X | X | 1940                               |
| Opération Grüne Pfeile (Flèches vertes) |    | EUR   | Invasion des Îles Anglo-Normandes | Reich allemand             | X |   |   | 28 juin 1940 1er juillet 1940      |
| Opération Gunnerside                    | Δ  | NOR   | Seconde opération aéroportée du SOE dont l'objectif était l'usine chimique Norsk Hydro de Vemork en Norvège, qui produisait l'eau lourde pour l'Allemagne nazie. | Royaume-Uni Norvège        | X | X |   | 16 février 1943 27 février 1943    |
| Opération Gustav                        |    | EUR   | Opération commando de l'Abwehr et de la Gestapo, sur ordre de Hitler, pour retrouver et assassiner le général Henri Giraud qui s'était évadé de la forteresse de Königstein le 19 avril 1942. L'opération Gustav prit fin le jour où la Résistance Tchèque parvint à abattre Heydrich. | Reich allemand             | X |   |   | 19 avril 1942 27 mai 1942          |

### H
- Haut – A
- B
- C
- D
- E
- F
- G
- H
- I
- J
- K
- L
- M
- N
- O
- P
- Q
- R
- S
- T
- U
- V
- W
- X
- Y
- Z

| Nom (Traduction)                         | Cf | Front | Description succincte | Pays                         | T | A | M | Date de début Date de fin         |
| Opération Habicht (Autour des palombes)  |    | EUR   | Contre-attaque pour ré-occuper le massif des Vosges en direction de Riquewihr et servir de diversion pour l'opération Wacht am Rhein. | Reich allemand               | X |   |   | 12 décembre 1944 16 décembre 1944 |
| Opération Hackensack                     | Δ  | EUR   | Débarquement par planeurs de la 82e division aéroportée américaine                                                                    | États-Unis                   |   |   |   | 7 juin 1944                       |
| Opération Hailstone                      |    | PAC   | Attaque aéronavale de la base de Truk dans les Îles Caroline                                                                          | États-Unis                   |   | X | X | 17 février 1944 18 février 1944   |
| Opération Hannibal                       |    | EST   | Évacuation de plus d'un million de troupes et civils allemands de Courlande, de Prusse-Orientale et du Corridor de Dantzig            | Reich allemand               |   |   | X | 23 janvier 1945 8 mai 1945        |
| Opération Herbstreise (Voyage d'automne) | Δ  | EUR   | Leurre allemand destinée à faire croire à un débarquement en Écosse pendant l'opération Seelöwe                                       | Reich allemand               | X | X | X | 1940                              |
| Opération Herkulès (Hercule)             |    | MED   | Projet d'invasion de Malte et de Chypre, par les parachutistes allemands, prévue en juin 1942                                         | Reich allemand               | X |   | X | juin 1942                         |
| Opération Himmler                        |    | EST   | Provocation destinée à fournir un prétexte de guerre contre la Pologne                                                                | Reich allemand               |   |   |   | 31 août 1939                      |
| Opération Hoch-Savoyen (Haute Savoie)    | Δ  | EUR   | Nom initial de l'opération Korporal                                                                                                   | Reich allemand État français | X |   |   | 12 mars 1943                      |
| Opération Hochsommer (Plein été)         |    | EUR   | Traque des Résistants dans l'Isère en 1944                                                                                            | Reich allemand État français | X |   |   | août 1944                         |
| Opération Hubertus                       |    | EST   | Offensive allemande lors de la bataille de Stalingrad                                                                                 | Reich allemand               | X |   |   | 9 novembre 1942 18 novembre 1942  |
| Opération Husky                          | Δ  | MED   | Invasion alliés de la Sicile | Royaume-Uni États-Unis       | X | X | X | 9 juin 1943 17 août 1943          |
| Opération Hyacinth (Jacinthe)            | Δ  | AFN   | Raid SAS sur Barce. Également connu sous le nom de opération Caravan                                                                  | Royaume-Uni                  | X |   |   | 1942                              |
| Opération Hydra (Hydre)                  |    | EUR   | Bombardement aérien du centre de recherche des armes V de Peenemünde                                                                  | États-Unis Royaume-Uni       |   | X |   | 17 août 1943 18 août 1943         |

### I
- Haut – A
- B
- C
- D
- E
- F
- G
- H
- I
- J
- K
- L
- M
- N
- O
- P
- Q
- R
- S
- T
- U
- V
- W
- X
- Y
- Z

| Nom (Traduction)                      | Cf | Front | Description succincte | Pays             | T | A | M | Date de début Date de fin       |
| Opération Ikarus (Icare)              |    | ATL   | Projet allemand d'invasion de l'Islande par les parachutistes allemand | Reich allemand   | X |   |   | 1940                            |
| Opération Ichi-Go (Numéro un)         |    | XOR   | Série de campagnes et d'offensives de l'Armée impériale japonaise contre l'Armée nationale révolutionnaire chinoise en Chine dans l'est de la Chine pour sécuriser les routes allant vers l'Indochine ainsi que les bases aériennes. | Japon            | X |   |   | 17 avril 1944 10 décembre 1944  |
| Opération Infatuate I et II (Infatué) | Δ  | EUR   | Invasion amphibie de l'île de Walcheren aux Pays-Bas par les commandos britanniques | Royaume-Uni      | X |   | X | 2 novembre 1944 5 novembre 1944 |
| Opération Iskra (Etincelle)           |    | EST   | Opération, du siège de Léningrad visant à rétablir un accès terrestre de la ville avec le reste du pays | Union soviétique | X |   |   | 12 janvier 1943 30 janvier 1943 |

### J
- Haut – A
- B
- C
- D
- E
- F
- G
- H
- I
- J
- K
- L
- M
- N
- O
- P
- Q
- R
- S
- T
- U
- V
- W
- X
- Y
- Z

| Nom (Traduction)              | Cf | Front | Description succincte                                                                   | Pays                                                                          | T | A | M | Date de début Date de fin         |
| Opération Jael                |    | EUR   | Diversion destinée à faire croire que le GQG allié resterait en Méditerranée            | Royaume-Uni                                                                   |   |   |   | 1er novembre 1943 28 février 1944 |
| Opération Jéricho             |    | EUR   | Bombardement aérien de la prison d'Amiens pour libérer des résistants Français          | Royaume-Uni                                                                   |   | X |   | 18 février 1944                   |
| Opération Jonquil (Jonquille) | Δ  | MED   | Sauvetage de prisonniers de guerre en Italie                                            | Royaume-Uni                                                                   | X |   |   | 2 octobre 1943 6 octobre 1943     |
| Opération Jubilee             |    | EUR   | Raid Anglo-Canadien sur les villes de Dieppe, Varengeville sur mer et Berneval-le-Grand | Royaume-Uni Canada États-Unis France libre Pologne Armée polonaise de l'Ouest | X | X | X | 19 août 1942                      |
| Opération Jupiter             |    | EST   | Offensive Mozhaysk–Vyazma                                                               | Union soviétique                                                              | X |   |   | 10 janvier 1942 28 février 1942   |

### K
- Haut – A
- B
- C
- D
- E
- F
- G
- H
- I
- J
- K
- L
- M
- N
- O
- P
- Q
- R
- S
- T
- U
- V
- W
- X
- Y
- Z

| Nom (Traduction)                       | Cf | Front | Description succincte | Pays                                        | T | A | M | Date de début Date de fin        |
| Opération K                            |    | PAC   | Attaque sur Pearl Harbor par des hydravions Kawanishi H8K. | Japon                                       |   | x | X | 4 mars 1942                      |
| Opération Ke                           |    | PAC   | Évacuation de 11 000 japonais sur 36 000 vers Buin et Rabaul. | Japon                                       |   |   | X | 14 janvier 1943 7 février 1943   |
| Opération Keokuk                       | Δ  | EUR   | Débarquement par planeurs de la 101e division aéroportée | États-Unis                                  |   |   |   | 6 juin 1944                      |
| Opération Kinetik (1944)               |    | EUR   | Attaque navale britannique sur les convois allemands au large de la côte ouest de la Bretagne dans la France occupée par les Allemands entre Brest et La Rochelle | Royaume-Uni                                 |   | X | X | 30 juillet 1944 3 août 1944      |
| Opération Kleiner Bär (Petit Ours)     |    | EUR   | Offensive de la 7e Armée allemande contre les positions de la Ligne Maginot du Rhin | Reich allemand                              | X |   |   | 15 juin 1940                     |
| Opération Korporal (Caporal)           | Δ  | EUR   | Opération menée contre les maquis de l'Ain en février 1944 | Reich allemand État français                | X |   |   | 31 janvier 1944 26 mars 1944     |
| Opération Koutouzov                    | Δ  | EST   | Attaque soviétique contre la 2e Panzer Armee dans la région d'Orel au nord du saillant de Koursk | Union soviétique                            | X |   |   | 12 juillet 1943 18 août 1943     |
| Opération Kita (Nord)                  |    | PAC   | Retour à l'archipel japonais de deux cuirassé-porte-avions de classe Ise | Empire du Japon                             |   | x | x | 10 février 1945 20 février 1945  |
| Opération Krimhild                     |    | EST   | Évacuation de la tête de pont du Kouban | Reich allemand                              | x | x | x | 13 septembre 1943 9 octobre 1943 |
| Opération Kugelblitz (foudre en boule) |    | MED   | 6e grande offensive anti-Partisans pour encercler et détruire tout un corps de partisans de Tito qui se réunissait dans la zone entre Rogatica et Vlasenica dans la partie sud de la Bosnie orientale afin de pénétrer en Serbie. Cette opération sera complétée par l'opération Schneesturm du 21 au 29 décembre | Reich allemand Waffen-SS Bulgarie Tchetniks | x | x |   | 2 décembre 1943 18 décembre 1943 |

### L
- Haut – A
- B
- C
- D
- E
- F
- G
- H
- I
- J
- K
- L
- M
- N
- O
- P
- Q
- R
- S
- T
- U
- V
- W
- X
- Y
- Z

| Nom (Traduction)                | Cf | Front | Description succincte | Pays                                                                      | T | A | M | Date de début Date de fin          |
| Opération Ladbroke              |    | MED   | Envoi de troupes aéroportées américaines et britanniques en Sicile, dans le but de favoriser l'accès à la ville de Syracuse (par la prise d'un pont) aux belligérants de l'opération Husky.                                                        | Royaume d'Italie                                                          | X | X |   | La nuit du 9 au 10 juillet 1943    |
| Opération Lehrgang              | Δ  | MED   | Évacuation des troupes italo-allemandes de Sicile vers la Calabre. | Reich allemand Royaume d'Italie                                           |   |   | X | 10 août 1943 17 août 1943          |
| Opération Lel                   | Δ  | NOR   | Sous-plan de l’opération Nordwind (1941). | Reich allemand                                                            | X |   | X | 1941                               |
| Opération Léopard               | Δ  | XOR   | Attaque de l'île de Leros par les troupes allemandes | Reich allemand                                                            | X | X | X | 26 septembre 1943 16 novembre 1943 |
| Opération Longcloth (Drap long) |    | XOR   | Attaque des commandos Chindits sur la Birmanie | Royaume-Uni                                                               | X | X |   | 8 février 1943 30 avril 1943       |
| Opération Lost (Perdu)          |    | EUR   | Raid britannique du SAS sur la Bretagne après la dispersion le 18 juin 1944 de la base Dingson située à Saint Marcel afin de rétablir les liaisons entre le 4e SAS français et l'état-major SAS en Grande-Bretagne.                                | Royaume-Uni                                                               | X | X |   | 22 juin 1944                       |
| Opération Loyton                |    | EUR   | Raids des SAS dans le massif des Vosges et la région de Belfort. | Royaume-Uni                                                               | X |   |   | 12 août 1944 9 octobre 1944        |
| Opération Lucid                 |    | EUR   | Plan britannique utilisant des brûlots pour attaquer les navires Allemands et en particulier les barges d'invasion qui se rassemblaient dans les ports sur la côte nord de la France en vue de l'invasion allemande de la Grande-Bretagne en 1940. | Royaume-Uni                                                               |   |   | X | septembre 1940                     |
| Opération Lumberjack            |    | EUR   | Prise de villes allemandes stratégiques comme Cologne et de former une tête de pont alliée sur la rive droite du Rhin. | États-Unis                                                                | X | X |   | 1er mars 1945 7 mars 1945          |
| Opération Lustre                |    | MED   | Envoi de troupes britanniques, australiennes, néo-zélandaises et polonaises depuis l'Égypte vers la Grèce | Royaume-Uni Australie Nouvelle-Zélande Pologne Armée polonaise de l'Ouest | X |   | X | 6 mars 1941 2 avril 1941           |
| Opération Lüttich (Liège)       | Δ  | EUR   | Offensive allemande sur le flanc droit des forces Alliées, à Mortain, pendant la bataille de Normandie. | Reich allemand                                                            | X |   |   | 7 août 1944 13 août 1944           |

### M
- Haut – A
- B
- C
- D
- E
- F
- G
- H
- I
- J
- K
- L
- M
- N
- O
- P
- Q
- R
- S
- T
- U
- V
- W
- X
- Y
- Z

| Nom (Traduction)                                     | Cf | Front | Description succincte | Pays                                                      | T | A | M | Date de début Date de fin           |
| Opération Mallard                                    | Δ  | EUR   | Renforts de la 6e DAP Britannique lors du débarquement de Normandie                                                                            | Royaume-Uni                                               | X | X |   | 5 juin 1944 6 juin 1944             |
| Opération Mandibles (Mandibules)                     |    | MED   | Projet d'assaut amphibie britannique sur Rhodes, Léros et des îles du Dodécanèse.                                                              | Royaume-Uni                                               | X |   | X | 1940 1941                           |
| Projet Manhattan                                     |    | PAC   | Programme américain de construction de la bombe atomique                                                                                       | États-Unis                                                |   |   |   | 1er septembre 1942 1er août 1946    |
| Opération Maple (Erable)                             | Δ  | EUR   | Déminage naval des alliés de l'accès aux plages de débarquement                                                                                | États-Unis Royaume-Uni                                    |   |   | X | 5 juin 1944                         |
| Opération Maple Driftwood                            |    | EUR   | Raid du Special Air Service sur plusieurs cibles ferroviaires en Italie.                                                                       | Royaume-Uni                                               | X |   |   | 1944                                |
| Opération Maquis blanc                               |    | EUR   | Projet de soulèvement de collaborateurs dans le midi de la France en 1944-1945                                                                 | Reich allemand État français                              | X |   |   | 1944 1945                           |
| Opération Margarethe (Hongrie)                       |    | EST   | Invasion allemande de la Hongrie pour prévenir un armistice séparé                                                                             | Reich allemand                                            | X |   |   | 19 mars 1944                        |
| Opération Margarethe (Roumanie)                      |    | EST   | Projet allemand d'invasion de la Roumanie pour prévenir un armistice séparé                                                                    | Reich allemand                                            |   |   |   | 1944                                |
| Opération Marita                                     |    | MED   | Invasion de la Grèce et de l'Albanie par les pays de l'Axe.                                                                                    | Reich allemand Italie Royaume de Bulgarie                 | X |   |   | 28 octobre 1940 30 avril 1941       |
| Opération Market Garden (Jardin du Marché)           |    | EUR   | Tentative aéroportée des Alliés pour traverser le Rhin                                                                                         | Royaume-Uni États-Unis Pologne Armée polonaise de l'Ouest | X | X |   | 17 septembre 1944 25 septembre 1944 |
| opération Martin                                     |    | NOR   | Destruction d'une tour de contrôle d'aérodrome allemand à Bardufoss et organisation de groupe de résistance à Tromsø                           | Norvège                                                   | X |   |   | mars 1943                           |
| Opération Mascot                                     |    | NOR   | Raid aérien contre le cuirassé allemand Tirpitz                                                                                                | Royaume-Uni                                               |   | X | X | 17 juillet 1944                     |
| Opération Memphis                                    | Δ  | EUR   | Parachutage américain en Normandie de la 101e division aéroportée                                                                              | États-Unis                                                |   |   |   | 6 juin 1944                         |
| Opération Merkur (Mercure)                           |    | MED   | Invasion allemande de la Crète | Reich allemand Italie                                     | X | X |   | 20 mai 1941 1er juin 1941           |
| Opération Mincemeat (Chair à pâté)                   | Δ  | MED   | Plan de désinformation, en support de l’opération Husky, destiné à faire croire aux allemands que la priorité des alliés n'était pas la Sicile | Royaume-Uni                                               |   |   |   | 19 avril 1943                       |
| Opération Mickey Mouse                               | Δ  | EUR   | Enlèvement de Miklós Horthy, fils de l'amiral Miklós Horthy Régent du Royaume de Hongrie                                                       | Reich allemand                                            | X |   |   | 15 octobre 1944                     |
| Opération Mitte (Centre)                             | Δ  | NOR   | Sous-plan de l’opération Siegfried. | Reich allemand                                            | X |   | X | 1941                                |
| Opération Mondscheinsonate (Sonate au clair de lune) |    | EUR   | Raid aérien allemand contre Coventry | Reich allemand                                            |   | X |   | 14 novembre 1940 15 novembre 1940   |
| Opération Morgenröte (Aube)                          | Δ  | MED   | Contre attaque allemande contre le débarquement d'Anzio en 1944                                                                                | Reich allemand                                            | X |   |   | 1944                                |
| Opération Musketoon (Mousqueton)                     |    | NOR   | Raid anglo-norvégien contre la centrale électrique de Glomfjord en Norvège                                                                     | Royaume-Uni Norvège                                       | X |   |   | 15 septembre 1942 21 septembre 1942 |

### N
- Haut – A
- B
- C
- D
- E
- F
- G
- H
- I
- J
- K
- L
- M
- N
- O
- P
- Q
- R
- S
- T
- U
- V
- W
- X
- Y
- Z

| Nom (Traduction)                                               | Cf | Front | Description succincte | Pays                     | T | A | M | Date de début Date de fin        |
| Opération N.A. 1                                               |    | MED   | Raid italien contre des cargos alliés ancrés dans le port d'Alger | Italie                   |   |   | X | 11 décembre 1942                 |
| Opération Nachbarhilfe (Aide entre voisins)                    | Δ  | EST   | Opération anti-partisans dans la région située au sud de Briansk dans la région de Biélorussie. («Nachbarhilfe I» et «Nachbarhilfe II») contre les partisans de la région de Kletnya (en), en URSS occupée par l'Allemagne. | Reich allemand           | X | X |   | 20 mai 1943 18 juin 1943         |
| Opération Narcissus (Narcisse)                                 | Δ  | MED   | Raid SAS britannique contre une phare en Sicile en prélude à l'Opération Husky | Royaume-Uni              | X |   |   | 10 juillet 1943                  |
| Opération Nau                                                  | Δ  | NOR   | Sous-plan de l’opération Nordwind (1941). | Reich allemand           | X |   | X | 1941                             |
| Opération Nelson                                               |    | EUR   | Patrouille SAS dans la région d'Orléans qui fut finalement annulée | Royaume-Uni              | X |   |   | 6 juin 1944                      |
| Opération Neptune                                              | Δ  | EUR   | Opération maritime du débarquement de Normandie | États-Unis Royaume-Uni   |   |   |   | 5 juin 1944 30 juin 1944         |
| Opération Newton                                               |    | EUR   | Raid en jeeps armées des SAS Français du 3e RCP en Champagne et Bourgogne | Royaume-Uni France libre | X |   |   | 19 août 1944 11 septembre 1944   |
| Opération Nicety                                               | Δ  | AFN   | Raid des troupes soudanaises de la Sudan Defense Force sur l’oasis de Jalo. Également connu sous le nom de opération Tulip                                                                                                  | Royaume-Uni              | X |   |   | 1942                             |
| Opération Nordlicht (1942) (Lumière du nord ou Aurore boréale) | Δ  | EST   | Projet allemand d'assaut contre Leningrad | Reich allemand           | X |   |   | 1942                             |
| Opération Nordlicht (1944) (Lumière du nord ou Aurore boréale) |    | NOR   | Évacuation allemande de la péninsule de Kola vers la Norvège | Reich allemand           | X |   |   | 1944                             |
| Opération Nordwind (1941)                                      | Δ  | NOR   | Opération de diversion en support de l’opération Beowulf II. | Reich allemand           | X |   | X | 1941                             |
| Opération Nordwind (1945) (Vent du nord)                       |    | EUR   | Offensive allemande en Alsace | Reich allemand           | X |   |   | 1er janvier 1945 25 janvier 1945 |

### O
- Haut – A
- B
- C
- D
- E
- F
- G
- H
- I
- J
- K
- L
- M
- N
- O
- P
- Q
- R
- S
- T
- U
- V
- W
- X
- Y
- Z

| Nom (Traduction)                            | Cf | Front | Description succincte | Pays | T | A | M | Date de début Date de fin         |
| Opération Obviate                           | Δ  | NOR   | Second raid aérien contre le cuirassé allemand Tirpitz par 55 Avro Lancasters de la RAF. | Royaume-Uni |   | X |   | 29 octobre 1944                   |
| Opération Œuf de Pâques                     |    | ATL   | Projet de plusieurs assassinats sur le sol des États-Unis dont celui du général Eisenhower. | Reich allemand | X |   |   | 1944 1945                         |
| Opération Olympic (Olympique)               | Δ  | PAC   | Premier des deux fronts projetés pour l'invasion du Japon en 1945. | États-Unis | X | X | X | 1945                              |
| Opération Ost                               | Δ  | NOR   | Sous-plan de l'opération Siegfried. | Reich allemand | X |   | X | 1941                              |
| Opération Osterei I (Œuf de Pâques)         | Δ  | EST   | Opération de la 293e division d'infanterie allemande dans le but d'empêcher toute attaque des partisans soviétiques sur la ligne de chemin de fer entre Briansk et Dubrovsky (en). | Reich allemand | X | X |   | 23 avril 1943 1er mai 1943        |
| Opération Osterei II                        |    | EUR   | Opération allemande et croate, menée en grande partie par des éléments du 13e SS Gebirgsdivision 'Handschar' (Kroatisch Nr 1), dans la région de Majevica, contre des forces partisanes yougoslaves de Tito en Yougoslavie.                                                                                     | Reich allemand État indépendant de Croatie | X |   |   | 12 avril 1944 20 avril 1944       |
| Opération Osterei III                       |    | EUR   | Programme allemand conçu pour englober l’assassinat, sur le sol américain, de plusieurs dirigeants américains, dont le général Dwight D. Eisenhower. | Reich allemand | X |   |   | 30 novembre 1943 30 novembre 1944 |
| Opération Ottawa                            | Δ  | EUR   | Projet d'attaque alliée sur Carpiquet dans le cadre de l'opération Overlord lors de l'opération Epsom. | Royaume-Uni | X |   |   | juin 1944                         |
| Opération Ours polaire (Unternehmen Eisbär) | Δ  | EUR   | Attaque allemande sur l'île de Kos dans le cadre de la campagne du Dodécanèse après l'armistice de Cassibile. | Reich allemand | X | X | X | 3 octobre 1943 4 octobre 1943     |
| Opération Overlord (Suzerain)               |    | EUR   | Bataille de Normandie, souvent confondue avec l'opération Neptune (Débarquement). Voir également les opérations Aberlour, Accumulator, Albany, Boston, Chicago, Cobra, Détroit, Elmira, Freeport, Galveston, Hackensack, Keokuk, Memphis, Neptune, Perch, Rob Roy, Roundhammer, Roundup, Sledgehammer, Tonga... | États-Unis Royaume-Uni Canada Armée française de la Libération Armée polonaise de l'Ouest Forces tchécoslovaques libres Norvège Forces belges libres Australie Nouvelle-Zélande | X | X | X | 6 juin 1944                       |

### P
- Haut – A
- B
- C
- D
- E
- F
- G
- H
- I
- J
- K
- L
- M
- N
- O
- P
- Q
- R
- S
- T
- U
- V
- W
- X
- Y
- Z

| Nom (Traduction)                                         | Cf | Front            | Description succincte | Pays                    | T | A | M | Date de début Date de fin       |
| Opération Pamphlet                                       |    | Océan Indien     | Convoi allié transportant les troupes de la 9e division d'infanterie australienne vers l'Australie.                                                                                      | Royaume-Uni Australie   |   |   |   | 24 janvier 1943 27 février 1943 |
| Opération Panzerfaust                                    | Δ  | EUR              | Enlèvement de Miklós Horthy, fils de l'amiral Miklós Horthy, Régent du Royaume de Hongrie.                                                                                               | Reich allemand          | X |   |   | 16 octobre 1944                 |
| Opération Paperclip (Trombone)                           | Δ  | EUR              | Opération militaro-scientifique pour récupérer des informations des scientifiques allemands après guerre ainsi que la capture, l'exfiltration et l'utilisation de ces scientifiques.     | États-Unis              |   |   |   | 19 juillet 1945                 |
| Opération Paravane                                       | Δ  | NOR              | Premier raid aérien contre le cuirassé allemand Tirpitz par 28 Avro Lancasters de la RAF.                                                                                                | Royaume-Uni             |   | X |   | 15 septembre 1944               |
| Opération Paula (1940)                                   |    | EUR              | Opération aérienne visant à détruire les dernières unités de l'Armée de l'Air autour de Paris.                                                                                           | Reich allemand          |   |   |   | 3 juin 1940                     |
| Opération Pedestal (Piédestal)                           |    | MED              | Convoi allié de Gibraltar vers Malte. | Royaume-Uni             |   |   | X | 11 août 1942 13 août 1942       |
| Opération Perch (Perche)                                 | Δ  | EUR              | Premier assaut britannique à l'ouest de Caen. | Royaume-Uni             | X |   |   | 7 juin 1944 15 juin 1944        |
| Opération Persecution (Persécution)                      | Δ  | PAC              | Assaut amphibie américain dans le secteur d'Aitape, en Nouvelle-Guinée néerlandaise. | États-Unis              | X |   | X | 22 avril 1944 4 mai 1944        |
| Opération Planet                                         |    | NOR              | Raid aérien contre le cuirassé allemand Tirpitz qui fut annulé en raison des mauvaises conditions météo.                                                                                 | Royaume-Uni             |   | X | X | 23 avril 1944                   |
| Opération Platinfuchs (Renard de platine)                | Δ  | EST              | Attaque allemande sur Mourmansk depuis Petsamo en Finlande. | Reich allemand Finlande | X |   |   | 29 juin 1941                    |
| Opération Plunder (Pillage)                              |    | EUR              | Le 21e Groupe d’armées britannique traverse le Rhin. | Royaume-Uni Canada      | X |   |   | 22 mars 1945 1er avril 1945     |
| Opération PLUTO (Pipe-Line Under The Ocean)              |    | EUR              | Acheminement logistique de carburant sous la Manche entre le Royaume-Uni et la France.                                                                                                   | Royaume-Uni             |   |   |   | 1944 1945                       |
| Opération Pointblank (Bout portant)                      |    | EUR              | Bombardements d'infrastructures aéronautiques militaires et industrielles visant à détruire le potentiel de la Luftwaffe et réduire sa présence sur les théâtres méditerranéen et russe. | États-Unis Royaume-Uni  |   | X |   | 14 juin 1943 19 avril 1944      |
| Opération Polarfuchs (Renard polaire)                    | Δ  | NOR              | Attaque allemande sur Kandalakcha depuis la Laponie. | Reich allemand Finlande | X |   |   | 29 juin 1941                    |
| Opération Pôle Nord                                      |    | EUR              | Opération de contre-espionnage de l'Abwehr aux Pays-Bas à l'encontre du Special Operations Executive (SOE) britannique.                                                                  | Reich allemand          | X |   |   | 27 mars 1942 7 octobre 1944     |
| Opération Polkovodets Roumiantsev (Maréchal Roumiantsev) |    | EST              | Opération soviétique dans la région de Kharkov, contre la 4e Panzer Armee et le Groupement du général Werner Kempf du Groupe d'armées Sud.                                               | Union soviétique        | X |   |   | 3 août 1943 23 août 1943        |
| Opération Polyarnaya Zvezda (Étoile Polaire)             | Δ  | EST              | Opération, du siège de Léningrad, contre le goulot d'étranglement entre Siniavino et la rive du lac Ladoga.                                                                              | Union soviétique        | X |   |   | 1943                            |
| Opération Pomegranate I (Grenade)                        | Δ  | EUR              | Raid des SAS en support de l'opération Shingle. | Royaume-Uni             | X |   |   | 1944                            |
| Opération Pomegranate II (Grenade)                       | Δ  | EUR              | Attaques de diversion à l'ouest de Caen en prévision de l'opération Goodwood. | Royaume-Uni             | X |   |   | 15 juillet 1944                 |
| Opération Postmaster                                     |    | Guinée espagnole | Un commando britannique s'empare de trois bateaux de l'Axe dans le port de Malabo appartenant à l'Espagne (pays neutre).                                                                 | Royaume-Uni             | X |   |   | 15 janvier 1942                 |
| Opération Pugilist (Pugiliste)                           |    | AFN              | Attaque britannique de la ligne Mareth puis avance en direction de Sfax durant la Campagne de Tunisie.                                                                                   | Royaume-Uni             | X |   |   | 19 mars 1943 22 mars 1943       |

### Q
- Haut – A
- B
- C
- D
- E
- F
- G
- H
- I
- J
- K
- L
- M
- N
- O
- P
- Q
- R
- S
- T
- U
- V
- W
- X
- Y
- Z

| Nom (Traduction)                | Cf | Front | Description succincte                                                                                             | Pays       | T | A | M | Date de début Date de fin |
| Opération Quicksilver (Mercure) | Δ  | EUR   | Diversion destinée à accréditer l'idée de la présence d'une armée américaine supplémentaire destinée à débarquer. | États-Unis |   |   |   | 1944                      |

### R
- Haut – A
- B
- C
- D
- E
- F
- G
- H
- I
- J
- K
- L
- M
- N
- O
- P
- Q
- R
- S
- T
- U
- V
- W
- X
- Y
- Z

| Nom (Traduction)                                  | Cf       | Front | Description succincte | Pays                                                 | T | A | M | Date de début Date de fin    |
| Opération Reckless (Téméraire)                    | Δ        | PAC   | Débarquement américain dans la région d'Hollandia, en Nouvelle-Guinée néerlandaise. | États-Unis                                           | X |   | X | 22 avril 1944 26 avril 1944  |
| Opération Regenbogen (Arc-en-ciel)                |          | NOR   | Projet allemand de sabordage de la flotte allemande à la fin de la guerre. | Reich allemand                                       |   |   | X | 30 avril 1945 4 mai 1945     |
| Opération Renntier (Renne)                        | Δ        | NOR   | Occupation allemande de Petsamo en Finlande dans le cadre de l’opération Silberfuchs. | Reich allemand                                       | X |   |   | 22 juin 1941                 |
| Opération Retribution                             |          | AFN   | Blocus aux côtes tunisiennes | États-Unis Royaume-Uni                               |   |   | X | 8 mai 1943 13 mai 1943       |
| Opération Rheinübung (Exercice Rhin)              | Δ        | ATL   | Attaques des navires allemands Bismarck et Prinz Eugen contre les navires alliés dans l'Atlantique. | Reich allemand                                       |   | X |   | 18 mai 1941 27 mai 1941      |
| Opération Roast (Rôtir)                           |          | MED   | Opération de commandos britanniques sur le lagon de Comacchio dans le delta du Pô. | Royaume-Uni                                          | X |   |   | 1er avril 1945 3 avril 1945  |
| Opération Rob Roy                                 | Δ        | EUR   | Ravitaillement de la 6e DAP en Normandie. | Royaume-Uni                                          |   | X |   | 6 juin 1944 7 juin 1944      |
| Opération Rösselsprung (1942) (Saut du cavalier)  |          | NOR   | Attaque navale par le Tirpitz, d'autres navires de surface et U-Boot allemands contre le convoi PQ-17 dans l'Océan Arctique. | Reich allemand                                       |   |   | X | 27 juin 1942 24 juillet 1942 |
| Opération Rösselsprung (1944)) (Saut du cavalier) |          | MED   | 7e opération anti-Partisan allemande en Yougoslavie visant à capturer Tito. Cette opération est également connue sous le nom de raid sur Drvar. | Reich allemand État indépendant de Croatie Tchetniks | X |   |   | 25 mai 1944 3 juillet 1944   |
| Opération Roundhammer                             | Δ (en) Δ | EUR   | Révision de l'opération Roundup (en). | États-Unis Royaume-Uni                               | X | X | X | 1943                         |
| Opération Roundup (en) (Rassemblement)            | Δ (en) Δ | EUR   | Projet de débarquement allié dans le nord de la France qui fut finalement abandonné au profit de l'opération Torch. Initialement ce plan incluait l'opération Sledgehammer (en) variante de l'opération Roundhammer. Certaines parties du plan ont été intégrés dans l'opération Overlord. | États-Unis Royaume-Uni                               | X | X | X | 1942                         |
| Opération Ruthless (Sans-Pitié)                   |          | EUR   | Projet imaginé par Ian Fleming visant à récupérer un exemplaire des carnets de code d'une machine de chiffrement allemande Enigma. | Royaume-Uni                                          |   | X | X |                              |
| Opération Rutter (Routier)                        | Δ        | EUR   | Projet de raid anglo-canadien sur les villes de Dieppe, Varengeville-sur-Mer et Berneval-le-Grand ; annulé du fait des conditions météorologiques, sera adapté pour devenir l'opération Jubilee.                                                                                           | Royaume-Uni Canada France libre                      | X | X | X | 8 juillet 1942               |

### S
- Haut – A
- B
- C
- D
- E
- F
- G
- H
- I
- J
- K
- L
- M
- N
- O
- P
- Q
- R
- S
- T
- U
- V
- W
- X
- Y
- Z

| Nom (Traduction)                            | Cf | Front | Description succincte | Pays                                                                  | T | A | M | Date de début Date de fin          |
| Opération Samwest                           | Δ  | EUR   | Parachutage 2 sticks SAS puis de 116 soldats SAS français du 4e régiment à Duault dans les Côtes-du-Nord. | Royaume-Uni France libre                                              |   | X |   | 6 juin 1944 12 juin 1944           |
| Opération Sanko                             |    | XOR   | Opérations de répression et de terre brûlée des Japonais contre la résistance du Parti communiste chinois et du Kuomintang. | Japon                                                                 | X |   |   | 1941 1942                          |
| Opération Sarre                             |    | EUR   | Offensive limitée de l'armée française en Sarre au début de la guerre, afin de soutenir les alliés polonais. | France                                                                | X |   |   | 7 septembre 1939 17 octobre 1939   |
| Opération Saxifrage (Saxifrage)             |    | MED   | Raid des SAS contre les voies ferrées entre Ancône et Pescara. | Royaume-Uni                                                           | X |   |   | 27 octobre 1943                    |
| Opération Scherhorn                         | Δ  | EST   | Opération de désinformation tendant à faire croire à la Wehrmacht et à l'Abwehr qu'une armée allemande était située derrière les lignes de l'Armée rouge.                                                                        | Union soviétique                                                      | X | X |   | août 1944 avril 1945               |
| Opération Schwarz ou Opération Fall Schwarz | Δ  | MED   | 5e offensive anti-Partisans en Yougoslavie; Bataille de la Sutjeska. | Reich allemand Italie État indépendant de Croatie Royaume de Bulgarie | X | X |   | 15 mai 1943 16 juin 1943           |
| Opération Seelöwe (Lion de mer)             |    | EUR   | Projet allemand d'invasion de la Grande-Bretagne. | Reich allemand                                                        | X | X | X | 1940                               |
| Opération Shingle (Bardeau)                 |    | MED   | Débarquement allié à Anzio. | États-Unis                                                            | X |   | X | 22 janvier 1944 5 juin 1944        |
| Opération Siegfried                         | Δ  | NOR   | Assaut allemand sur Hiiumaa dans le cadre de l’opération Beowulf II. | Reich allemand                                                        | X |   | X | 1941                               |
| Opération Silberfuchs (Renard argenté)      | Δ  | EST   | Projet finno-allemand de capture du port de Mourmansk. | Reich allemand Finlande                                               | X |   |   | 1941                               |
| Opération Skorpion (Scorpion)               |    | AFN   | Attaque de diversion à l'ouest de Tobrouk. | Reich allemand Italie                                                 | X |   |   | 26 mai 1941 27 mai 1941            |
| Opération Skye                              | Δ  | NOR   | Partie britannique de Fortitude de duperie en faisant croire aux Allemands à un débarquement en Norvège. | Royaume-Uni                                                           | X |   |   | 1943 1944                          |
| Opération Slapstick (Matraque)              |    | MED   | Débarquement allié à Tarente en Italie. | États-Unis Royaume-Uni                                                | X | X | X | 9 septembre 1943                   |
| Opération Sledgehammer (Masse)              | Δ  | EUR   | Projet allié de débarquement à Cherbourg ou Brest. | États-Unis Royaume-Uni                                                | X | X | X | 1942                               |
| Opération Snowdrop (en)                     | Δ  | AFN   | Raid SAS sur le port Benghazi. Également connu sous le nom de opération Bigamy. | Royaume-Uni                                                           | X |   |   | 1942                               |
| Opération Sonnenblume (Tournesol)           | Δ  | AFN   | À la suite du résultat de l'opération Compass, déploiement en Afrique du Nord des troupes allemandes qui allaient constituer l'Afrika Korps.                                                                                     | Reich allemand                                                        | X |   | X | 6 février 1941                     |
| Opération Sonnenwende (Solstice)            |    | EST   | Offensive allemande en Poméranie pour soulager et stopper l'avance des forces soviétiques sur Berlin. | Reich allemand                                                        | X |   |   | 15 février 1945 18 février 1945    |
| Opération Source                            |    | NOR   | Série d'attaques par des sous-marins de poche britannique visant les croiseurs et cuirassés lourds Tirpitz, Scharnhorst et Lützow.                                                                                               | Royaume-Uni                                                           |   |   | X | 20 septembre 1943                  |
| Opération Span (Envergure)                  | Δ  | EUR   | Faux débarquement de diversion en support de l'opération Dragoon. | États-Unis Royaume-Uni France libre                                   |   |   | X | 1944                               |
| Opération Spencer                           |    | EUR   | Raid de protection en jeeps armées des SAS du flanc sud de l'armée américaine du général Patton, le long de la Loire, dans sa marche vers le nord-est.                                                                           | Royaume-Uni France libre                                              | X |   |   | 28 août 1944 15 septembre 1944     |
| Opération Sportpalast (Palais des sports)   |    | NOR   | Première action de combat du Tirpitz et de ses destroyers d'escorte contre les convois alliés de l'Arctique. | Reich allemand                                                        |   |   | X | 5 mars 1942 9 mars 1942            |
| Opération Spring                            | Δ  | EUR   | Attaque canadienne au sud de Caen, sur les trois axes de May, Verrières et Tilly pour atteindre Fontenay-le-Marmion, Rocquancourt et Garcelles-Secqueville, et ouvrir la route de Falaise.                                       | Canada Royaume-Uni                                                    | X |   |   | 25 juillet 1944 - 27 juillet 1944  |
| Opération Squatter                          | Δ  | AFN   | Raid SAS contre les aérodromes de Kambut (en) et Timimi (en) en préparation de l'opération Crusader. | Royaume-Uni                                                           | X | X |   | 16/17 novembre 1941                |
| Opération Stalemate (Impasse)               |    | PAC   | Assaut sur les îles de Peleliu et de Palau. | États-Unis                                                            | X | X | X | 15 septembre 1944 25 novembre 1944 |
| Opération Stalemate II (Impasse)            |    | PAC   | Opérations annexes de l'opération Stalemate sur les îles Angaur, Ulithi, Ngesebus... | États-Unis                                                            | X | X | X | 15 septembre 1944 25 novembre 1944 |
| Opération Starkey                           | Δ  | EUR   | Bombardements, raids et parachutages d'armes aux réseaux action de Résistance, dans en Picardie, Normandie et Île-de-France consistant à faire croire que le débarquement aurait lieu dans le Pas-de-Calais le 9 septembre 1943. | États-Unis Royaume-Uni                                                |   | X |   | 15 août 1943 6 septembre 1943      |
| Opération Starvation (Famine)               |    | PAC   | Minage aérien des voies maritimes et fluviales japonaises. | États-Unis                                                            |   | X | X | 27 mars 1945                       |
| Opération Stimmung (Humeur)                 | Δ  | NOR   | Sous-plan de l’opération Nordwind (1941). | Reich allemand                                                        | X |   | X | 1941                               |
| Opération Störfang (Esturgeon)              |    | EUR   | Siège de Sébastopol. | Reich allemand Roumanie Italie                                        | X | X | X | 30 octobre 1941 4 juillet 1942     |
| Opération Stösser (Carrier)                 |    | EUR   | Parachutage allemand pendant la bataille des Ardennes chargé de perturber la logistique alliée. | Reich allemand                                                        | X |   | X | 17 décembre 1944                   |
| Opération Strafgericht (Châtiment)          | Δ  | MED   | Opération de répression contre Belgrade en Yougoslavie lors de l'opération 25. | Reich allemand                                                        | X |   |   | 6 avril 1941 9 avril 1941          |
| Opération Strike                            |    | AFN   | Dernières attaques terrestres des forces alliées contre les forces italiennes et allemandes à Tunis, au Cap Bon et à Bizerte | États-Unis Royaume-Uni                                                | X |   |   | 6 mai 1943 12 mai 1943             |
| Opération Sudwind                           | Δ  | NOR   | Opération de diversion en support de l'opération Beowulf II. | Reich allemand                                                        | X |   | X | 1941                               |
| Opération Switchback                        |    | EUR   | Nettoyage de la poche de Breskens aux Pays-Bas par la 3e division d'infanterie canadienne lors de la 1re phase de la bataille de l'Escaut.                                                                                       | Canada                                                                | X |   |   | 2 octobre 1944 8 novembre 1944     |

### T
- Haut – A
- B
- C
- D
- E
- F
- G
- H
- I
- J
- K
- L
- M
- N
- O
- P
- Q
- R
- S
- T
- U
- V
- W
- X
- Y
- Z

| Nom (Traduction)                       | Cf | Front | Description succincte | Pays                                                  | T | A | M | Date de début Date de fin        |
| Opération Tabarin                      |    | ANT   | Expédition britannique en vue de l’occupation en permanence des bases en Antarctique.                                                 | Royaume-Uni                                           | X |   |   | 1943 1945                        |
| Opération Taifun (Typhon)              | Δ  | EST   | Plan pour une offensive, en automne, afin de prendre Moscou.                                                                          | Reich allemand                                        | X |   |   | 2 octobre 1941 7 janvier 1942    |
| Opération Tanne Ost (Sapin Est)        |    | NOR   | Tentative avortée de la prise de Suursaari en Finlande.                                                                               | Reich allemand                                        | X |   |   | 15 septembre 1944                |
| Opération Tanne West (Sapin Ouest)     |    | NOR   | Projet allemand de prise des îles Åland en Finlande.                                                                                  | Reich allemand                                        | X |   |   | 15 septembre 1944                |
| Opération Tannenbaum (Sapin)           |    | CEN   | Projet allemand d'invasion de la Suisse.                                                                                              | Reich allemand                                        | X |   |   | 1940                             |
| Opération Ten-Gō                       |    | PAC   | Mission suicide de la Marine japonaise contre les forces alliées attaquant Okinawa.                                                   | Japon                                                 |   | X | X | 7 avril 1945                     |
| Opération Theseus (Thésée)             |    | AFN   | Offensive allemande pour repousser les alliés de Cyrénaïque et d'Égypte.                                                              | Reich allemand                                        | X |   |   | 1942                             |
| Opération Thursday (Jeudi)             |    | XOR   | Attaque des commandos Chindits en Birmanie.                                                                                           | Royaume-Uni                                           | X |   |   | 5 février 1944                   |
| Opération Tidal Wave (Raz-de-marée)    |    | EST   | Bombardement stratégique de grande envergure contre le complexe pétrolier roumain de Ploesti.                                         | Royaume-Uni États-Unis                                |   | X |   | 1er août 1943                    |
| Opération Tiger (Tigre)                |    | EUR   | Offensive de la 1re Armée allemande contre les positions de la Ligne Maginot du Secteur fortifié de la Sarre.                         | Reich allemand                                        | X |   |   | 14 juin 1940                     |
| Opération Tiger Claw (Griffe du tigre) |    | NOR   | Raid aérien contre le cuirassé allemand Tirpitz qui fut annulé en raison des mauvaises conditions météo.                              | Royaume-Uni                                           |   | X | X | 28 mai 1944                      |
| Opération Tombola                      |    | MED   | Raids des SAS contre les bases arrière allemande dans la région de Bologne en Italie.                                                 | Royaume-Uni                                           | X |   |   | 23 mars 1945                     |
| Opération Tonga                        | Δ  | EUR   | Parachutage et posés de planeurs de la 6e DAP Britannique à l’est de l’Orne dans le cadre d’Overlord.                                 | Royaume-Uni                                           | X | X |   | 5 juin 1944 6 juin 1944          |
| Opération Torch (Torche)               |    | AFN   | Débarquement des Alliés, en Afrique du Nord, au Maroc et en Algérie dont le nom initial était Gymnast.                                | États-Unis Royaume-Uni France libre                   | X | X | X | 8 novembre 1942 11 novembre 1942 |
| Opération Totalize (Totalise)          | Δ  | EUR   | Offensive des forces canadiennes, britanniques et polonaises libres devant Caen pour rompre le front et piéger les blindés allemands. | Canada Royaume-Uni Pologne Armée polonaise de l'Ouest | X |   |   | 7 août 1944 13 août 1944         |
| Opération Transom (Traverse)           |    | PAC   | Raid aérien contre les installations japonaises de Surabaya.                                                                          | États-Unis Royaume-Uni                                |   | X |   | 17 mai 1944 18 mai 1944          |
| Opération Treffenfeld                  |    | EUR   | Traque des Résistants dans l'Ain et le Jura.                                                                                          | Reich allemand État français                          | X |   |   | 11 juillet 1944 21 juillet 1944  |
| Opération Tulip                        | Δ  | AFN   | Raid des troupes soudanaises de la Sudan Defense Force sur l’oasis de Jalo. Également connu sous le nom de opération Nicety.          | Royaume-Uni                                           | X |   |   | 1942                             |
| Opération Tungsten (Tungstène)         |    | NOR   | Raid aérien contre le cuirassé allemand Tirpitz.                                                                                      | Royaume-Uni                                           |   | X | X | 30 mars 1944 6 avril 1944        |

### U
- Haut – A
- B
- C
- D
- E
- F
- G
- H
- I
- J
- K
- L
- M
- N
- O
- P
- Q
- R
- S
- T
- U
- V
- W
- X
- Y
- Z

| Nom (Traduction)          | Cf | Front | Description succincte | Pays                                                                                      | T | A | M | Date de début Date de fin          |
| Opération Undertone       |    | EUR   | Offensive franco-américaine dans le Palatinat rhénan, entre Sarrebruck et Haguenau afin de franchir la ligne Siegfried.                                                                  | États-Unis France                                                                         | X | X |   | 15 mars 1945 24 mars 1945          |
| Opération Uranus          |    | EST   | Offensive soviétique visant l'encerclement de la VIe Armée allemande Stalingrad. | Union soviétique                                                                          | X |   |   | 19 novembre 1942 2 février 1943    |
| Opération U-Go            | Δ  | XOR   | Offensive japonaise sur Imphal et Kohima dans la région de Manipur en Inde. | Japon Armée nationale indienne                                                            | X |   |   | 6 mars 1944 3 juillet 1944         |
| Opération Ulm             |    | EST   | Destruction des hauts fourneaux de Magnitogorsk, dans l’Oural, ainsi que trois centrales électriques fournissant l’énergie aux grands combinats métallurgiques et chimique de la région. | Reich allemand                                                                            | X | X |   | 1942-1943                          |
| Opération Undergo (Subir) |    | EUR   | Attaque de la 3e Division d'infanterie canadienne pour prendre le port fortifié de Calais.                                                                                               | Canada Royaume-Uni                                                                        | X |   |   | 22 septembre 1944 1er octobre 1944 |
| Opération Uzice           |    | MED   | 1re offensive anti-Partisans en Yougoslavie. | Reich allemand État indépendant de Croatie Tchetniks Gouvernement de salut national serbe | X |   |   | 27 septembre 1941 29 novembre 1941 |

### V
- Haut – A
- B
- C
- D
- E
- F
- G
- H
- I
- J
- K
- L
- M
- N
- O
- P
- Q
- R
- S
- T
- U
- V
- W
- X
- Y
- Z

| Nom (Traduction)                  | Cf | Front | Description succincte | Pays                          | T | A | M | Date de début Date de fin   |
| Opération Valentine               |    | EUR   | Occupation britannique des îles Féroé. | Royaume-Uni                   | X |   |   | 9 avril 1940                |
| Opération Varsity                 | Δ  | EUR   | Opération aéroportée impliquant plus de 16 000 parachutistes et plusieurs milliers d'avions, afin d'établir une tête de pont sur la rive droite du Rhin à Wesel. | Royaume-Uni Canada États-Unis | X | X |   | 24 mars 1945                |
| Opération Vegetarian (Végétarien) |    | EUR   | Projet de guerre biologique contre l'Allemagne par contamination du bétail par la maladie du charbon.                                                            | Royaume-Uni                   |   |   |   | 1942                        |
| Opération Vénérable               |    | EUR   | Bombardement par les forces aériennes, la marine et l'artillerie américaines de Royan                                                                            | États-Unis France             | X | X | X | 15 avril 1945 17 avril 1945 |
| Opération Veritable (Véritable)   | Δ  | EUR   | Conquête de toute la région située entre la Meuse et la Roer par la 1re Armée canadienne.                                                                        | Canada Royaume-Uni            | X |   |   | 8 février 1945 11 mars 1945 |
| Opération Vitality I (Vitalité)   | Δ  | EUR   | Partie terrestre du nettoyage de la péninsule de Beveland, Pays-Bas par les troupes canadiennes dans le cadre de la bataille de l'Escaut.                        | Canada                        | X |   |   | 24 octobre 1944             |
| Opération Vitality II (Vitalité)  | Δ  | EUR   | Partie amphibie du nettoyage de la péninsule de Beveland, Pays-Bas par les troupes canadiennes et britanniques dans le cadre de la bataille de l'Escaut.         | Canada Royaume-Uni            | X |   |   | 24 octobre 1944             |
| Opération Vulcan                  |    | AFN   | Dernières attaques terrestres des forces alliées contre les forces italiennes et allemandes à Tunis, au Cap Bon et à Bizerte                                     | États-Unis Royaume-Uni        | X |   |   | 22 avril 1943 6 mai 1943    |

### W
- Haut – A
- B
- C
- D
- E
- F
- G
- H
- I
- J
- K
- L
- M
- N
- O
- P
- Q
- R
- S
- T
- U
- V
- W
- X
- Y
- Z

| Nom (Traduction)                                                                 | Cf | Front | Description succincte | Pays                                                        | T | A | M | Date de début Date de fin         |
| Opération Wacht am Rhein (Garde au Rhin)                                         |    | EUR   | Offensive allemande dans les Ardennes belges et luxembourgeoise). | Reich allemand                                              | X |   |   | 16 décembre 1944 25 janvier 1945  |
| Opération Waldfest (Fête de la forêt)                                            |    | EUR   | Opération allemande dans les Vosges pour contrer la résistance française, l'opération alliée Loyton et mettre en œuvre une politique de la terre brulée devant la ligne Schutzwall West (Mur de protection Ouest). | Reich allemand                                              | X |   |   | septembre 1944 novembre 1944      |
| Opération Weitsprung (Grand saut)                                                |    | ASI   | Opération visant à assassiner Churchill, Roosevelt et Staline au cours de la Conférence de Téhéran en novembre 1943. Opération de désinformation pour la majorité des historiens.                                  | Reich allemand                                              | X |   |   | 1943                              |
| Opération Weserübung (Exercice Weser)                                            | Δ  | NOR   | Invasion du Danemark et de la Norvège. | Reich allemand                                              | X |   |   | 9 avril 1940 10 juin 1940         |
| Opération Weserübung Nord (Exercice Weser)                                       | Δ  | NOR   | Attaque de Trondheim et Narvik dans le Nord de la Norvège dans le cadre de l'opération Weserübung. | Reich allemand                                              | X |   |   | 9 avril 1940 10 juin 1940         |
| Opération Weserübung Sud (Exercice Weser)                                        | Δ  | NOR   | Attaque de Bergen, Kristiansand et Oslo dans le sud de la Norvège dans le cadre de l'opération Weserübung. | Reich allemand                                              | X |   |   | 9 avril 1940 10 juin 1940         |
| Opération Weiss ou Opération Fall Weiß (1943) ou ou Opération Fall Weiss (1943). | Δ  | MED   | 4e offensive anti-Partisans en Yougoslavie; Bataille de la Neretva. | Reich allemand Italie État indépendant de Croatie Tchetniks | X | X |   | 20 janvier 1943 avril 1943        |
| Opération West                                                                   | Δ  | NOR   | Sous-plan de l’opération Siegfried dans le cadre de l’opération Beowulf II. | Reich allemand                                              | X |   | X | 1941                              |
| Opération Weststurm                                                              | Δ  | NOR   | Bombardement naval en support de l’opération Beowulf II. | Reich allemand                                              |   |   | X | 1941                              |
| Opération Westwind                                                               | Δ  | NOR   | Opération de diversion en support de l’opération Beowulf II. | Reich allemand                                              | X |   | X | 1941                              |
| Opération Wilfred                                                                | Δ  | NOR   | Mouillage de trois champs de mines dans les eaux territoriales norvégiennes en particulier devant Narvik. | Royaume-Uni                                                 |   |   | X | 8 avril 1940                      |
| Opération Windsor                                                                | Δ  | EUR   | Prise de Carpiquet lors de la bataille de Caen. | Canada                                                      | X |   |   | 4 juillet 1944 5 juillet 1944     |
| Opération Wintergewitter (Tempête d'hiver)                                       |    | EST   | Tentative allemande pour briser l'encerclement de la 6e armée allemande à Stalingrad, par le Groupe d'armées Don.                                                                                                  | Reich allemand                                              | X |   |   | 12 décembre 1942 23 décembre 1942 |

### Z
- Haut – A
- B
- C
- D
- E
- F
- G
- H
- I
- J
- K
- L
- M
- N
- O
- P
- Q
- R
- S
- T
- U
- V
- W
- X
- Y
- Z

| Nom (Traduction)                             | Cf | Front | Description succincte                                                                           | Pays                                | T | A | M | Date de début Date de fin   |
| Opération Zebra (juillet 1945) (Zèbre (USA)) |    | PAC   | Déminage naval des iles Sakishima partie des Îles Ryūkyū.                                       | États-Unis                          |   |   | X | 1er juillet 1945            |
| Opération Zebra (Zèbre (France))             |    | EUR   | Parachutages de plein jour sur l'Ain, le Jura, le Vercors, la Haute-Vienne...                   | États-Unis Royaume-Uni France libre |   | X |   | 25 juin 1944                |
| Opération Zigeunerbaron (Baron Tzigane)      | Δ  | EST   | Opération anti-partisans dans la région située au sud de Briansk dans la région de Biélorussie. | Reich allemand                      | X |   |   | 15 mai 1943 6 juin 1943     |
| Opération Zitadelle (Citadelle)              |    | EST   | Contre-offensive allemande à Koursk.                                                            | Reich allemand                      | X |   |   | 5 juillet 1943 23 août 1943 |
| Opération Zitronella (Citronnelle)           |    | OUEST | Raid allemand sur le Spitzberg.                                                                 | Reich allemand                      | X |   | X | 8 septembre 1943            |

## Liste des batailles
- Le « Plan Blanc » (Fall Weiss), Campagne de Pologne
- Bataille de Norvège
- Bataille de France
  - Bataille d'Abbeville
  - Bataille de Dunkerque (opération Dynamo)
- Bataille d'Angleterre
- Campagne des Balkans
  - Bataille de Grèce
    - Bataille de Crète
- Campagne de Russie 
  - Opération Barbarossa
  - Siège de Léningrad
  - Bataille de Stalingrad
  - Bataille de Koursk
- Bataille de Bir Hakeim
- Débarquement de Dieppe (Opération Jubilee)
- Opération Torch (Débarquement allié en Afrique du Nord)
- Guerre du désert
  - Première bataille d'El Alamein
  - Seconde bataille d'El Alamein
- Campagne de Tunisie
- Campagne d'Italie
  - Opération Husky (débarquement en Sicile)
  - Débarquements à Anzio & Nettuno
  - Bataille du Monte Cassino
- Bataille de Normandie connue sous le nom de code Operation Overlord
  - Débarquement, connu aussi sous le nom de Jour J ou opération Neptune
  - Opération Cobra, la percée du front de Normandie
- Opération Market Garden (se termine par la bataille d’Arnhem)
- Le débarquement de Provence (opération Anvil Dragoon)
- Bataille de l’Authion
- Libération de la Belgique et des Pays-Bas
  - Bataille de l'Escaut Bataille de Scheldt, Bataille des digues
- Bataille des Ardennes (ou Battle of the Bulge)
- Bataille de la forêt de Hürtgen
- Bataille de Berlin
- Guerre sino-japonaise (1937-1945)
  - Bataille du pont de Lugou
  - Bataille de Taierzhuang
  - Bataille de Wuhan
  - Batailles de Changsha
  - Bataille de Changde
  - Offensive des cent régiments
- Guerre du Pacifique
  - Bataille de Leyte
  - Bataille de Peleliu
  - Bataille d'Iwo Jima
  - Bataille d'Okinawa

### Batailles navales
- Bombardement de Gênes et de Savone (opération Vado)
- Bombardement de Mers el Kébir
- Bataille du Rio de la Plata
- Première bataille de Narvik
- Seconde bataille de Narvik
- Bataille de Koh Chang
- Bataille de l'Atlantique
  - Bataille du Cap Matapan
  - Bataille du Saint-Laurent
- Bataille de la mer de Barents
- Attaque de Pearl Harbor
- Bataille de la Mer de corail
- Bataille de Midway
- Bataille de Guadalcanal
- Bataille du golfe de Leyte

### Principales campagnes de bombardement
- Bataille des faisceaux
- Hambourg, dont l'opération Gomorrah
- Berlin dont la Bataille aérienne de Berlin
- Dresde
- La Ruhr
- Cologne
- Blitz de Baedeker
- Londres (Blitz et bombardement par V1 et V2)
- Chongqing (la capitale de la Chine nationaliste subi plusieurs milliers de bombardements à compter de 1938, dont la majorité par bombes incendiaires sur des objectifs civils)
- Shanghai
- Hiroshima et Nagasaki
- Tōkyō
- Varsovie
- Rotterdam
- Coventry
- Villes de Normandie (Caen, Cherbourg, Le Havre)
- Villes de Bretagne (Brest, Lorient, Nantes, Rennes, Saint-Malo, Saint-Nazaire)